# Planetes en l'astrologia
El concepte de planeta en l'astrologia és diferent del que es fa servir en l'astronomia moderna.
El llenguatge astrològic, com tot llenguatge profund, s'expressa en arquetips que són formes a priori d'estructurar la percepció i el coneixement. Els planetes, des del punt de vista astrològic, són arquetips i la seva història està explicada en els mites. Els mites són els somnis de l'inconscient col·lectiu. El passat de l'home contemporani (al voltant de 4 milions d'anys des de l'Australopithecus) s'acumula en els nostres gens i, per tant, a la base de la psique humana, i dirigeix i influeix el comportament actual. Per a Jung, l'inconscient col·lectiu va ser el receptacle poderós i controlador de les experiències ancestrals. En conseqüència, Jung va vincular la personalitat de cada individu amb el passat, no solament amb la infantesa sinó també amb la història de les espècies.
Des del principi dels temps, els éssers humans van observar el cel i van diferenciar dos elements en ell que, aparentment, eren similars: els estels fixos, que es mantenien immòbils les uneixis pel que fa a les altres, i els estrelles errants, (en grec antic:Asteres planetai, πλανητης), les quals semblaven canviar la seva posició pel que fa als estels fixos al llarg de l'any. I no només això, la trajectòria d'aquests era, de vegades, erràtica, canviant el sentit de la seva marxa, quan els planetes es movien en moviment retrògrad.

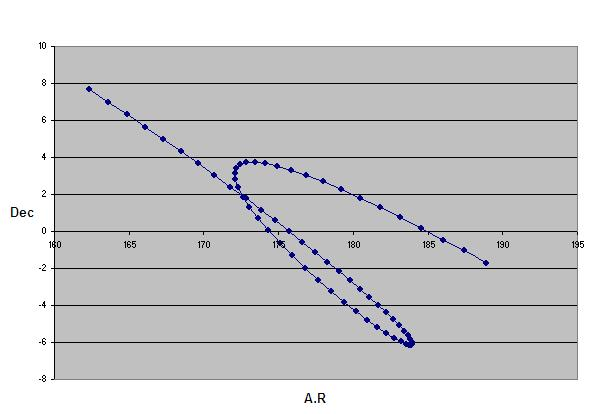
Trajectòria retrògrada aparent del planeta Mercuri entre 15 d'agost de 2009 i 15 de setembre de 2009

Per als grecs i els altres pobles dedicats a l'astronomia primitiva, aquest grup estava compost pels cinc planetes visibles a simple vista, exclosa la Terra, per descomptat. Estrictament la paraula planeta només s'aplicava a aquests cinc objectes errants, però posteriorment va ser ampliat, sobretot a partir de l'Edat Mitjana, per incloure la Sol i la Lluna (algunes vegades anomenats "Lluminàries", perquè donen llum i la reflecteixen), fent un total de set planetes. Els astròlegs mantenen aquesta denominació avui dia en referir-se a ells.
Pels astròlegs antics els planetes representaven la voluntat dels déus i la seva influència directa en els assumptes humans. Pels astròlegs moderns els planetes representen les unitats bàsiques o impulsos en la psique humana. Aquestes unitats s'expressen a) amb qualitats diferents a través dels dotze signes del zodíac, i b) en diferents esferes de la vida a través dels dotze cases. Com es manifesten els planetes també depèn dels aspectes (o angles) que formen entre si en el cel vists des de la Terra.
Els astròlegs moderns difereixen en la font d'energia dels planetes. Alguns sostenen que els planetes exerceixen la seva influència gravitatòria, o directament a través d'algun poder desconegut. Uns altres sostenen que els planetes no tenen influència directa en si mateixos, però són miralls dels principis bàsics de l'organització en l'univers. En altres paraules, els patrons bàsics de l'univers es repeteixen a tot arreu, com ocorre amb els fractals, en els quals el mateix patró es repeteix fins a l'infinit a diferents escales, o amb els hologrames en els quals la mateixa imatge es troba completa en cada fracció o tros d'un d'ells.

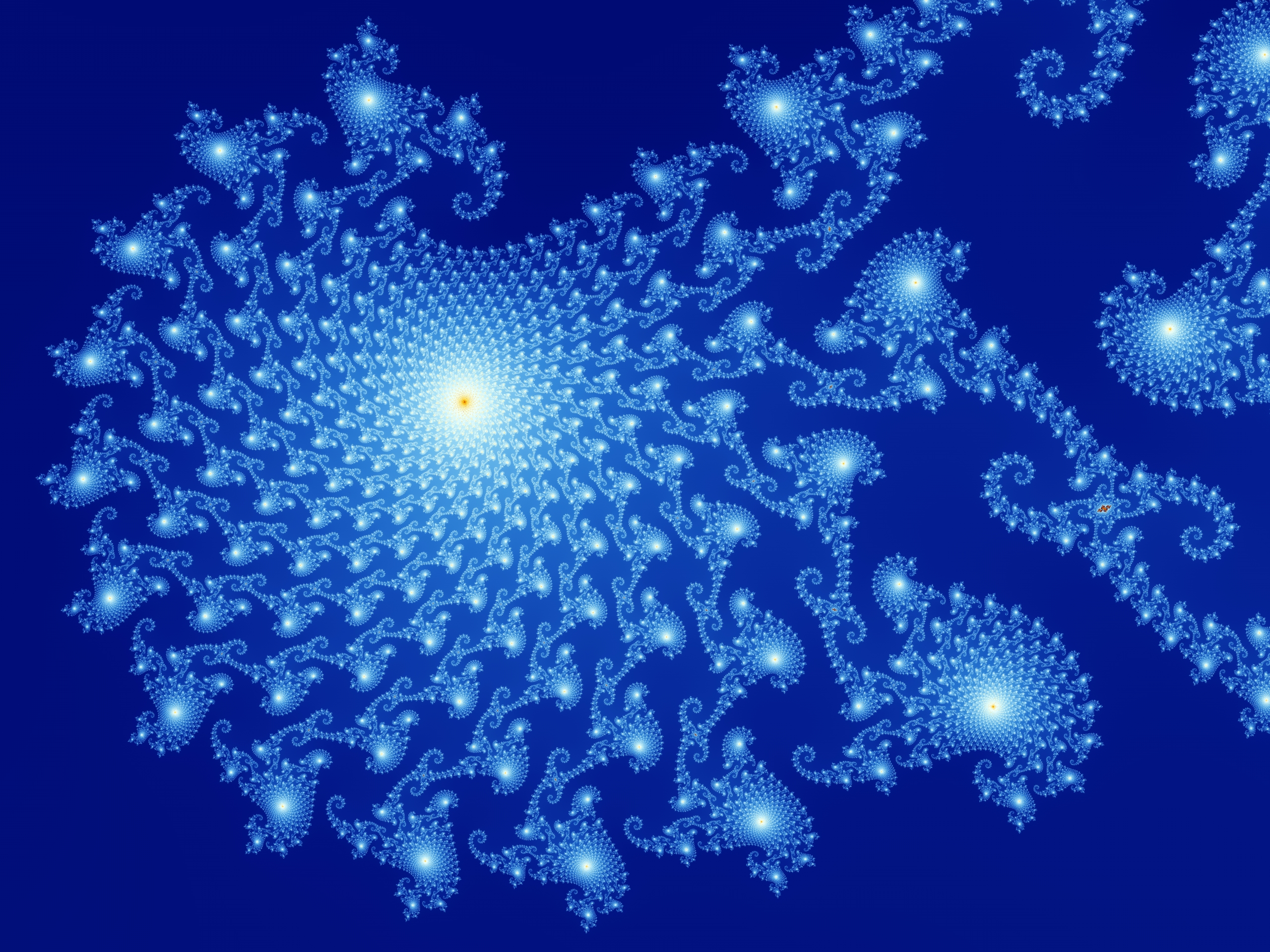
Fractal realitzat per Wolfgang Beyer amb el programa Ultra Fractal 3.0, allotjat en Wikimedia Commons

Els astròlegs apliquen el principi de la Taula de Maragda atribuït a Hermes Trismegist i que diu “El que està més a baix és com el que està a dalt”.
L'astròleg modern no treballa amb déus ni amb personatges cuasidivinos, sinó que és conscient que l'univers és un continuum de matèria, energia i vibracions de diferents freqüències, que es manifesta de moltes formes i a molts nivells i que estan tots interconnectats. Això constitueix l'aspecte de creença d'aquesta disciplina, ja que és indemostrable en termes científics.
Els planetes estan també associats, especialment en la tradició xinesa, amb les forces bàsiques de la naturalesa.
A continuació s'enumeren els significats específics i els dominis associats amb els planetes astrològics des de temps antics, enfocant-los des de la tradició astrològica occidental. Els planetes en astrologia hindú que es coneix com el Navagraha o 'nou regnes'. En astrologia xinesa els planetes estan associats amb les forces vitals del yin i el yang i els cinc elements, que exerceixen un paper important en la forma de la geomància xinesa conegut com a Feng Shui. Les tradicions astrològiques hindús i xineses s'esmenten aquí, però es discuteixen en major detall en els seus propis articles.

## Simbolisme planetari
Aquesta taula mostra els planetes astrològics (que són diferents dels astronòmics) i els déus Grecs i Romans associats amb ells. En la majoria dels casos, el nom en castellà deriva del nom d'un déu o deessa romans. També és d'interès la fusió del déu romà amb el déu grec corresponent. En alguns casos, és la mateixa deïtat amb dos noms diferents.
| Planeta        | Deïtat romana | Deïtat grega                      | Deïtat hindú                 | Velocitat màxima (geocèntrica) | connexió           | Significat (Europeu)                            | Significat (Vèdic) |
| -------------- | ------------- | --------------------------------- | ---------------------------- | ------------------------------ | ------------------ | ----------------------------------------------- | --- |
| Sol            | Sol Apollo    | Ἥλιος (Helios) Ἀπέλλων (Apollon)  | सूर्य (Súrya)                  | 01°03'00"                      | antiga             | Encarnació Solar Daurat Déu de la Profecia      | El Déu Sol Fill d'Aditi i Kashyap                                                                                             |
| Lluna          | Lluna Diana   | Σελήνη (Selene) Ἄρτεμις (Àrtemis) | चंद्र (Chandra)                | 16°30'00"                      | antiga             | Deessa Lluna Deessa de la caça                  | El déu lluna Associats amb la impaciència de la naturalesa humana. Sempre es troba amb plomes en el cap del Senyor Shivá.     |
| Mercuri        | Mercuri       | ʽἙρμῆς (Hermes)                   | बुध (Budha)                   | 02°25'00"                      | antiga             | Missatger dels déus                             | Un déu conegut per la seva intel·ligència                                                                                     |
| Venus          | Venus         | Ἀφροδίτη (Afrodita)               | शुक्र (Sukra)                  | 01°22'00"                      | antiga             | Deessa de l'amor                                | La mentora de Asuras. Associada amb la fertilitat i l'entusiasme. Sempre ajudava als dimonis contra els déus.                 |
| Terra          | Terra         | Γαία (Gaia)                       | पृथ्वी,धरती, भूमी (Prithvi)        | antiga                         | Deessa de la Terra | Deessa de la Terra.                             | |
| Mart           | Mart          | Ἀρης (Ares)                       | मंगल (Mangal)                 | 00°52'00"                      | antiga             | Déu de la guerra                                | Fill de la Terra. Aquest planeta està relacionat amb la desgràcia de les núvies També associat per força.                     |
| Júpiter        | Júpiter       | Ζεύς (Zeus)                       | गुरू, बृहस्पती (Guru, Bríhaspati) | 00°15'40"                      | antiga             | Líder dels déus                                 | Mentor/Guru /mestre dels déus. Sempre ajuda als déus en la seva lluita contra els dimonis.                                    |
| Saturn         | Saturn        | Κρόνος (Kronos)                   | शनि (Shani)                   | 00°08'48"                      | antiga             | Déu de l'agricultura                            | Déu de "deure". Castiga a la persona que no compleixi amb la seva haver de correctament. Prova més difícil per a una persona. |
| Urà            | Caelus        | Ουρανός (Uranos)                  | वासुकी, वासव (Vasuki)            | 00°04'00"                      | moderna            | Déu del cel                                     | Un rei-serp mitològica en Puranas indis.                                                                                      |
| Neptú          | Neptú         | Ποσειδῶν (Posidó)                 | वरुण (Varuna)                 | 00°02'25"                      | moderna            | Déu dels mars                                   | Déu de la pluja en mitologia índia.                                                                                           |
| Plutó          | Plutó/Orcus   | Πλούτων (Plutó)/Ἅιδης (Hades)     | कुबेर (Kúbera)                 | 00°02'30"                      | moderna            | Déu dels Inferns                                | Déu de la riquesa |
|                |               |                                   |                              |                                |                    |                                                 | |
| Ceres          | Ceres         | Δημήτηρ (Demèter)                 | देवी (Xacti)                   | 00°30'00"                      | moderna            | Deessa de les estacions                         | La Gran Mare Divina en l'hinduisme                                                                                            |
| Pal·les Atenea | Minerva       | Ἀθηνᾶ (Atenea)                    | ...                          | 00°40'30"                      | moderna            | Deessa de l'esplendor                           | ... |
| Juno           | Juno          | Ήρα (Hera)                        | ...                          | 00°39'00"                      | moderna            | Reina dels déus i les dones                     | ... |
| Vesta          | Vesta         | Ἑστία (Hestia)                    | ...                          | 00°36'00"                      | moderna            | Deessa de la terra sagrada                      | ... |
| Quiró          | -             | (Quiró)                           | ...                          | 00°10'00"                      | moderna            | Centaure tutor de molts herois i sanador mestre | ... |

## Història
Tractats sobre els planetes de Ptolemeu i la seva influència en les persones que van néixer "sota el seu regnat" apareixen en forma de xilografies els anomenats "llibres de planetes", o Planetebücher d'al voltant de 1460 al sud d'Alemanya, i van continuar sent populars en tot el Renaixement alemany, exercint la seva influència iconogràfica en gran manera al segle xvii. Un primerenc exemple és el notable Hausbuch de Wolfegg de ca. 1470. Fins i tot abans, Hans Talhoffer en un manuscrit del 1459 inclou un tractat sobre els planetes i els seus fills.
Aquests llibres solen llistar un home i una dona amb cada planeta, Tità Kronos i Rea amb Saturn, Eurimedon i Temis amb Júpiter, Hiperió i Tea amb el Sol, Oceà i Tetis amb Venus, Koios i Metis amb Mercuri, i Atles i Phoibe amb la Lluna.
Les qualitats heretades dels planetes pels seus "fills" són les següents:
De Saturn, la malenconia i l'apatia;
de Júpiter, la caça;
de Mart, la milícia i la guerra;
del Sol, la música i l'atletisme;
de Venus, l'enamorament i la passió;
de Mercuri, els diners i el comerç;
de la Lluna, l'associació amb l'aigua i els viatges.

## Planetes clàssics

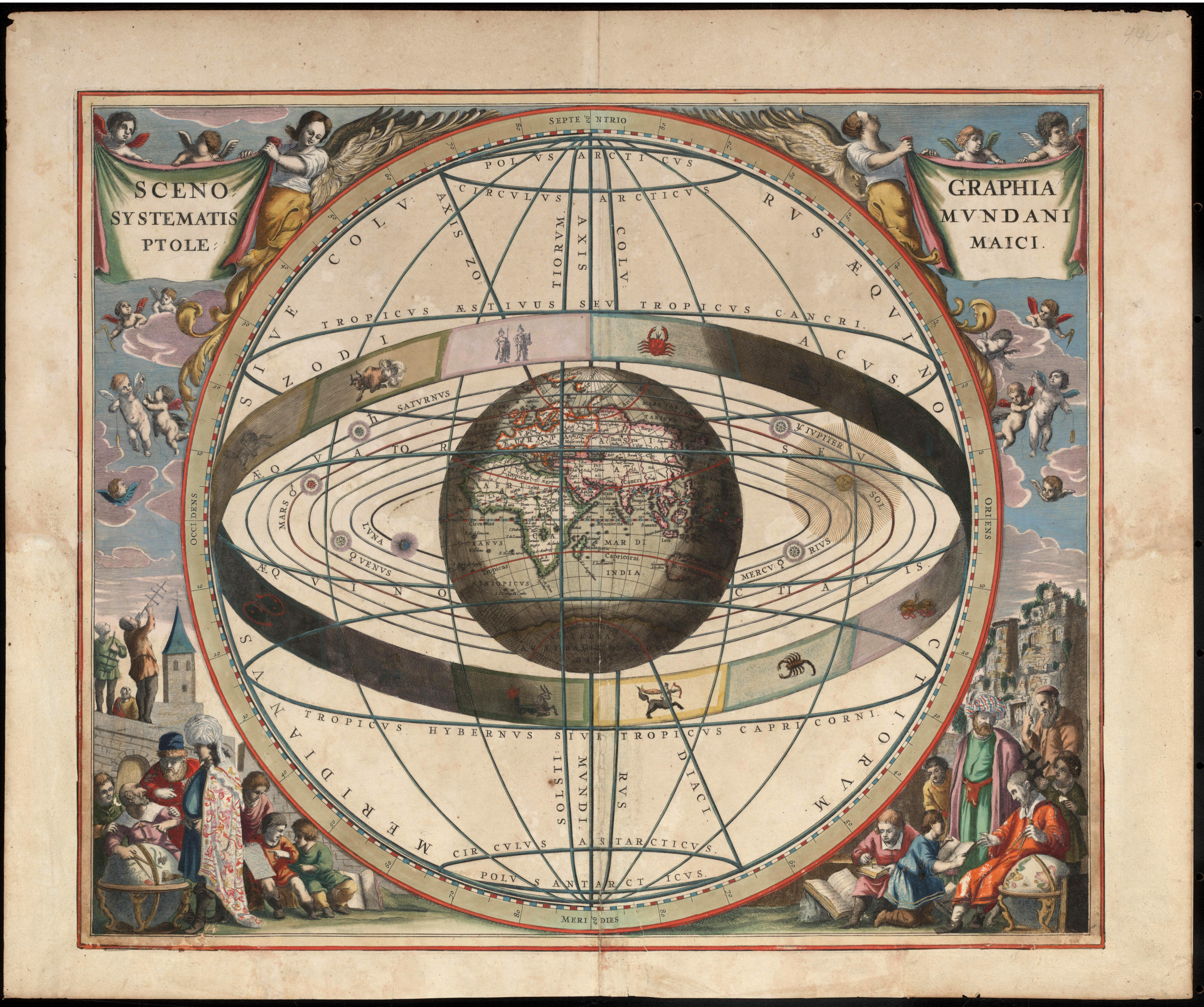
El sistema Ptolemaic geocèntric de l'Univers pintat per Andreas Cellarius, 1660–61

Els set planetes clàssics són els que fàcilment es pot veure a simple vista i, per tant, eren coneguts pels antics astròlegs abans de l'arribada del telescopi. Són el Sol, la Lluna, Mercuri, Venus, Mart, Júpiter i Saturn (com es va esmentar anteriorment, el sol i la lluna van ser considerats pels antics com a planetes). De vegades, el sol i la lluna van ser referits com "les llums" o les "lluminàries". Ceres i Urà també poden ser vists a simple vista, encara que la cultura antiga no sembla haver pres nota d'ells. La descripció astrològica adjunta als set planetes clàssics s'han conservat des de temps antics.
Els astròlegs criden als set planetes clàssics els set planetes personals i socials, perquè es diu que representen els impulsos humans bàsics de cada individu. Els planetes personals són el Sol, la Lluna, Mercuri, Venus i Mart. Júpiter i Saturn són sovint anomenats planetes "socials", ja que representen una transició dels planetes interiors personals a l'esfera exterior. Els planetes exteriors moderns Urà, Neptú i Plutó es denominen sovint els planetes col·lectius o transcendentals, encara que també es denominen "transpersonals". Les següents són les característiques de cadascun dels set planetes clàssics.

### El Sol

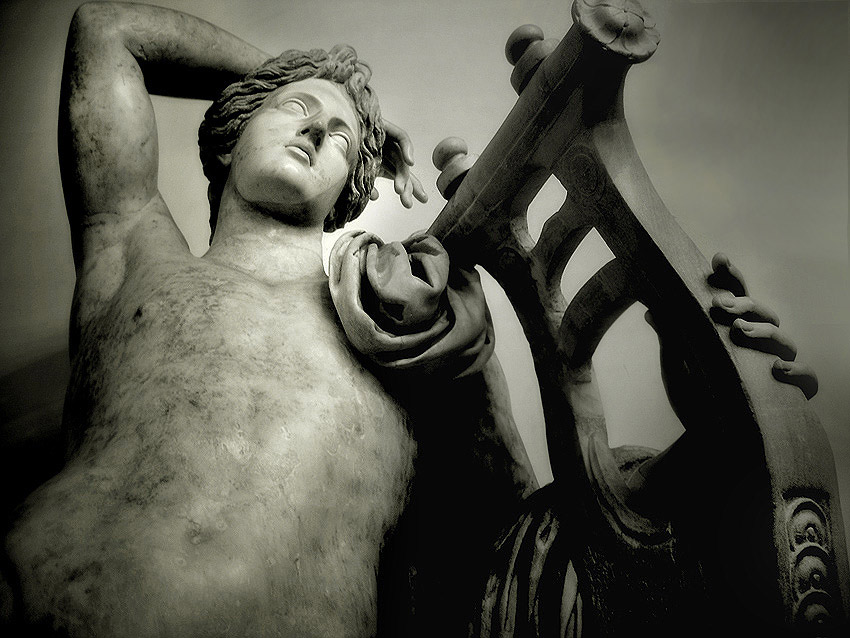
Apol·lo amb el seu lira

El Sol () és el planeta regent de Leo i exaltat en Àries; es troba en exíli en Aquari i en caiguda en Lliura. En la mitologia grega i romana el sol està representat per Apol·lo, el déu de la llum. El Sol és l'estel central del nostre sistema planetari. La Terra i la resta dels planetes i cossos menors giren en òrbites el·líptiques al voltant del Sol, cadascun en un plànol concret. El plànol en el qual es desplaça la Terra en la seva òrbita es coneix com a Pla de l'Eclíptica i fa un angle amb el Plànol de l'Equador de 23º27' (a aquesta inclinació la hi coneix com "Obliqüitat de l'eclíptica"). Això ocasiona que la Terra, en el seu desplaçament al llarg de l'any, orient els Pols cap al Sol. La projecció d'aquest plànol sobre l'esfera terrestre determina dos punts de declinació màxima (un al Nord, el Tròpic de Càncer i un altre al Sud, el Tròpic de Capricorn).
En desplaçar-se el Sol, es va movent dia rere dia per l'eclíptica i ocupant diferents posicions. La longitud eclíptica es mesura des del punt d'encreuament de tots dos plans o Punt vernal, que correspon a 0° d'Àries; cada signe del zodíac s'obté dividint el cercle de l'eclíptica entre dotze, amb el que obtenim porcions de 30º. Quan el Sol entra en una d'aquestes parts, els astròlegs diuen que els nascuts aquest dia "són" d'aquest signe (signe "estavella").
A causa del fenomen conegut com a precessió dels equinoccis, aquest Punt Vernal es desplaça anualment 50,2 seg. d'arc en sentit retrògrad. Aquest fet suposa que el Punt Vernal, que fa 2000 anys es trobava en la constel·lació d'Àries, actualment es trobi gairebé a la fi de la Constel·lació de Peixos. Per a més informació sobre aquesta qüestió, vagi a l'apartat "Crítiques a l'Astrologia".

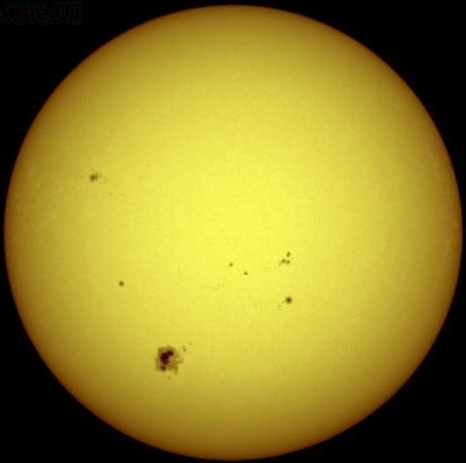
El Sol, l'estel al centre del sistema solar.

En general, astrològicament es pensa que el sol representa la consciència ego, el jo i la seva expressió, el poder personal, l'orgull i autoritat, qualitats de lideratge, i els principis de la creativitat, l'espontaneïtat, la salut i la vitalitat, la força de la vida. El sol també implica que les empreses creatives són una projecció de la persona, des de l'art i els negocis a tenir fills i la paternitat (en particular, la paternitat). Així mateix, les normes de l'aspecte divertit de la vida des de l'esport i la realització de festes i esdeveniments socials. En resum, qualsevol ocasió que "ens permet brillar". El poeta del segle I Manili, en el seu poema èpic de 8000 versos, Astronomica, va descriure el Sol, o Sol, com a benigne i favorable.
En un home tots els aspectes anteriors tindran mes preponderància, en canvi, en la dona també ha de considerar-se la lluna. Representa a l'autoritat, als caps i, en el cas de les dones, als pares. Pel que fa a l'home té més preponderància Saturn com a figura paterna, encara que aquest és apte per a tots dos casos.
En l'astrologia mèdica el sol està associat amb el cor, les artèries, sistema circulatori, l'esquena, l'espina dorsal, la medul·la espinal, l'ull dret en l'home i l'ull esquerre en la dona. La seva naturalesa es va considerar benèfic, masculí, diürn, calent i sec, governant el temperament biliós, i simbolitza els esperits vitals.
En l'astrologia moderna, el sol és el governant de la casa V. En la tradició, el sol va regir les cases IV i XI - la IV és la casa del pare/ascendència paterna i la casa XI és la dels objectius. Així mateix, ell aportava 'alegria' a la casa IX de la filosofia i els viatges.
El sol està associat amb el diumenge. Dante Alighieri associava el Sol amb l'art liberal de la música.
En astrologia xinesa, el Sol representa Yang, el principi de la vida masculina, actiu i ferm. En astrologia hindú, el Sol es diu Surya, i representa l'ànima, la reialesa, alts personalitats, el pare.

### La Lluna

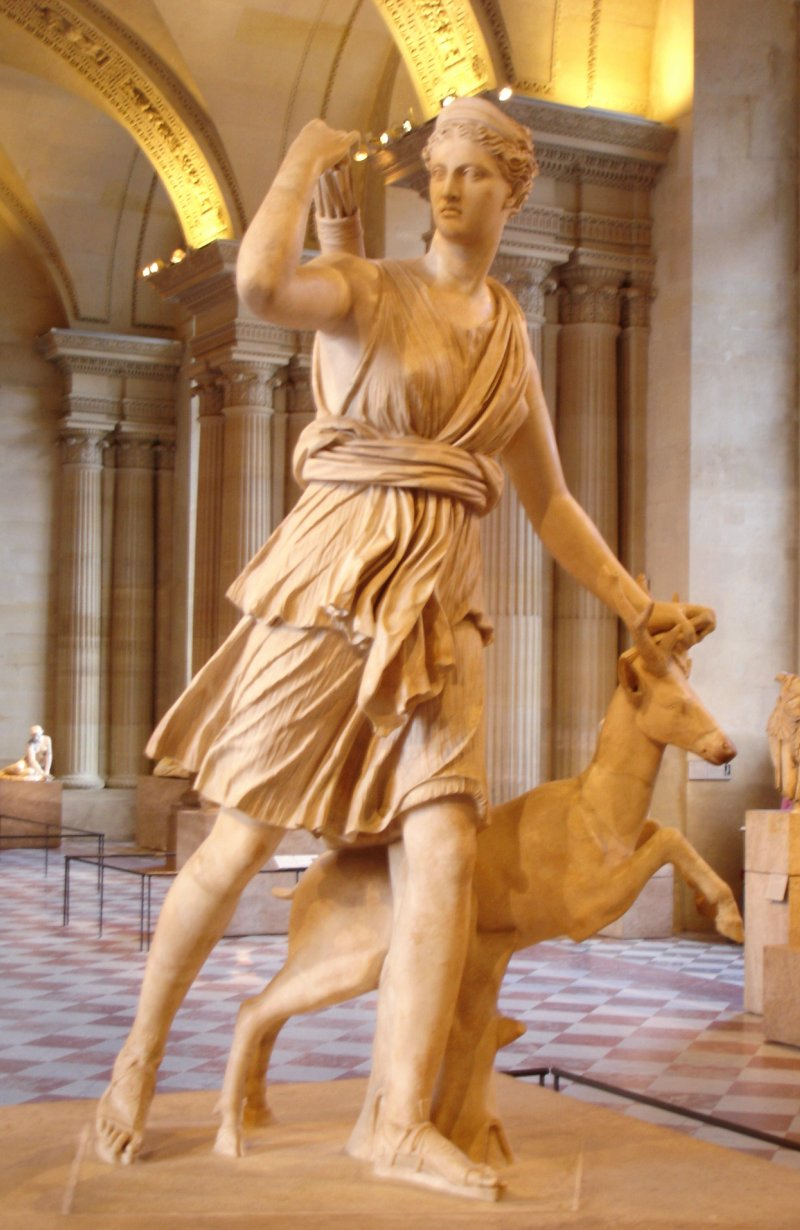
Diana i la seva cérvola

La Lluna  és el planeta regent de Càncer i es troba exiliada en Capricorn, exaltada en Taure i en caiguda en Escorpió. En la mitologia romana, la Lluna està representada per Diana, la deessa dels caçadors. És el satèl·lit acompanyant de la Terra, encara que hi ha científics que creuen que s'aproxima a ser un planeta per dret propi. El sistema Terra-Lluna es considera més un sistema doble, donades les dimensions de la Lluna. La Lluna és prou gran com per afectar la gravetat de la Terra, l'estabilització de la seva òrbita i el reflux regular en la producció i el flux de les marees. La Lluna ens és familiar per les seves diferents fases, alts i baixos aparents en un cicle immutable. La Lluna orbita la Terra en uns 28 dies, passant fugaçment (2,33 dies) per cadascun dels signes del zodíac. El dia lunar se sincronitza amb la seva òrbita al voltant de la Terra de tal manera que la mateixa cara de la lluna sempre mira a la Terra i l'altra, conegut com la "cara oculta de la lluna" mira cap a l'espai.
Astrològicamente la lluna està associada amb l'aspecte emocional de la persona, inconscient costums, ritmes, records i estats d'ànim i la seva capacitat per reaccionar i adaptar-se als quals els envolten. També s'associa amb la mare, l'instint maternal o la necessitat de nodrir, la llar, la necessitat de seguretat, i el passat, especialment les primeres experiències i la infància. El poeta del segle I Manilio, va descriure la Lluna o Lluna, com a malenconiosa.
Quan un és un nen és la lluna la que regeix les nostres vides i, per tant, és més factible analitzar a un nen a través de la seva lluna. Especialment en els homes, representa a la mare i en les dones se li atribueixen característiques com la seva jo interior però no unes altres com l'ego. També representa a la família i a la identificació personal de tot el que pot ser anomenada llar, com una casa, una ciuda, un país o tot el que refereixi a un sentiment similar.
En l'astrologia mèdica la lluna està associada amb el sistema digestiu, l'estómac, els sins, els ovaris i l'úter, la menstruació (que es produeix en un cicle mensual), l'ull dret en la dona i l'ull esquerre en l'home; la llet, la limfa, la secreció, les mucoses. Malgrat assignació de Manilio, la lluna s'associa habitualment amb el temperament limfàtic; regeix l'esperit dels animals, juntament amb Mercuri.
És considerada benèfica, nocturna, femenina, humida i freda.
En l'astrologia moderna, la lluna és el regent tradicional de la casa IV. La Lluna s'associa amb el dilluns.

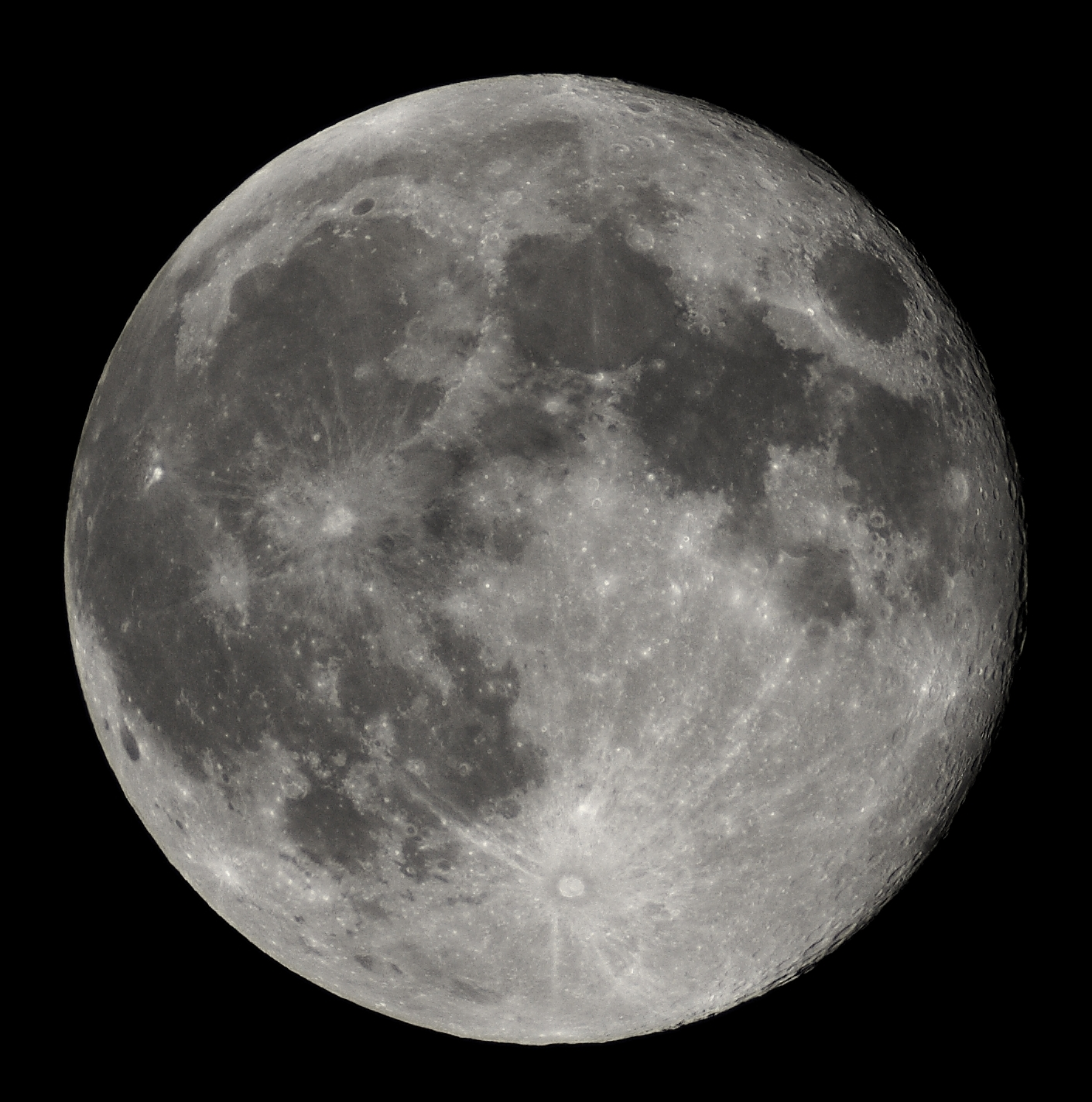
Lluna plena

En astrologia xinesa, la Lluna representa Yin, el principi passiu i receptiu de la vida femenina. En astrologia hindú, la Lluna es diu Chandra o Soma i representa la ment, la reina, i la mare. El Node Nord (anomenat Rahu) i el Node Sud (anomenat Ketu) es consideren d'especial importància, i se'ls dona un mateix lloc juntament amb els set planetes clàssics, com a part dels nou navagraha. També és únic en l'astrologia hindú el sistema de 27 (o 28) estacions de pigues o "mansions" anomenada nakshatra, que es creu que són de gran importància en el qual indica el camí de la vida de l'individu.

### Mercuri

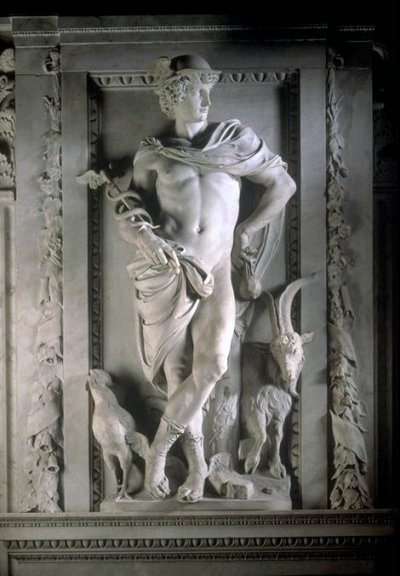
Mercuri per l'escultor flamenc del Artus Quellinus

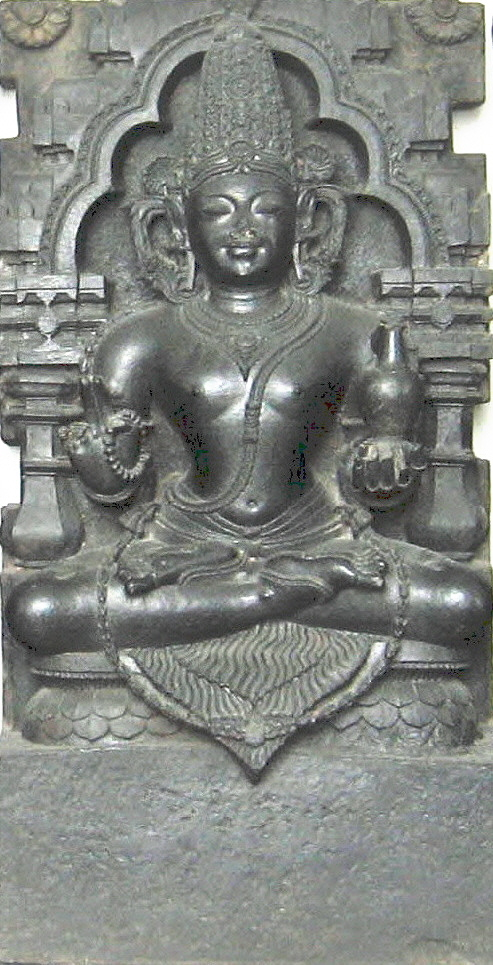
Escultura del déu Budha, regent del planeta Mercuri, Museu Britànic.

Mercuri () és el planeta regent de Geminis i Virgo i es considera exaltat en Virgo (una de les seves cases) i, possiblement, en Aquari. També es troba exiliat en sagitari i, en peixos, exiliat i en caiguda. En la mitologia romana Mercuri és el missatger dels déus, conegut per la seva velocitat i rapidesa. Fent-se ressò d'això, l'ardent Mercuri, sense aire, gira al voltant del Sol en l'òrbita més ràpida entre els planetes. Mercuri només triga 88 dies a orbitar el Sol i passa prop de 7,33 dies en cada signe del zodíac. Mercuri està tan prop del Sol que només existeix un breu període després de la posta del sol, on es pot veure a simple vista, abans de seguir al sol en l'horitzó. És considerat el regent diürn de geminis i el nocturn de verge.
Astrològicament Mercuri representa els principis de la comunicació, la mentalitat, els patrons de pensament, la racionalitat i el raonament, l'adaptabilitat i la variabilitat. Mercuri regeix l'ensenyament i l'educació, l'entorn immediat dels veïns, germans i cosins, el transport en distàncies curtes, els missatges i les formes de comunicació tals com a correu, correu electrònic i telèfon, els periòdics, el periodisme i l'escriptura, habilitats de recopilació d'informació i destresa física. També als lladres i als metges. El poeta del segle I Manilio descriu a Mercuri com un planeta inconstant, vivaç i curiós.
En astrologia mèdica Mercuri està associat amb el sistema nerviós, el cervell, el sistema respiratori, la tiroide i els òrgans dels sentits. Tradicionalment ha estat considerat essencialment benèfic, nocturn, neutre, gasós, fred i sec, però nerviós quant a temperament d'acord amb la seva ubicació en el zodíac i qualsevol aspecte a altres planetes. Està vinculat als esperits dels animals, al costat de la Lluna.

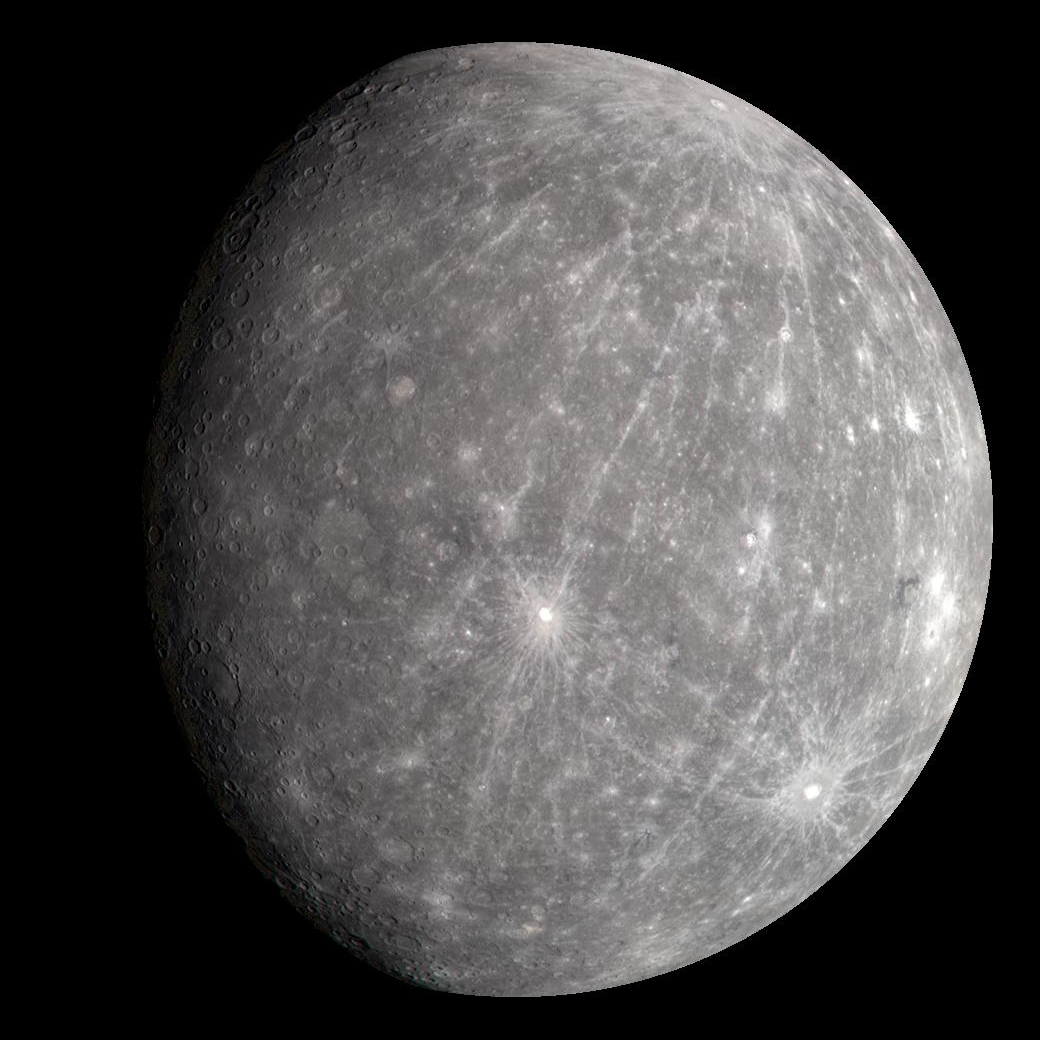
El planeta Mercuri

 Avui dia, mercuri és considerat com el regent de les cases III i VI.
Mercuri és el missatger dels déus en la mitologia, per això és el missatger en l'Astrologia com ho és en la mitologia. És el planeta de l'expressió quotidiana i les relacions. L'acció de Mercuri és prendre les coses aparti i tornar a posar-les juntes de nou. Es tracta d'un planeta oportunista, decididament sense emoció (que correspon a la Lluna) i amb molta curiositat.
Mercuri regeix sobre el dimecres. En les llengües romanços la paraula "dimecres" és sovint similar a Mercuri (Mercredi, en francès i dimecres en català). Dante Alighieri associa Mercuri amb l'art liberal de la dialèctica.
En l'astrologia xinesa, Mercuri és governat per l'element aigua, que és diplomàtic, amable i intuïtiu.
En l'astrologia hindú, Mercuri és regit pel déu Budha (que no s'ha de confondre amb Buddha, el religiós nepalès fundador del budisme).
Durant els períodes de Retrogradación les àrees que competeixen a Mercuri s'inhibeixen, causant una gran varietat de dificultats.

### Venus

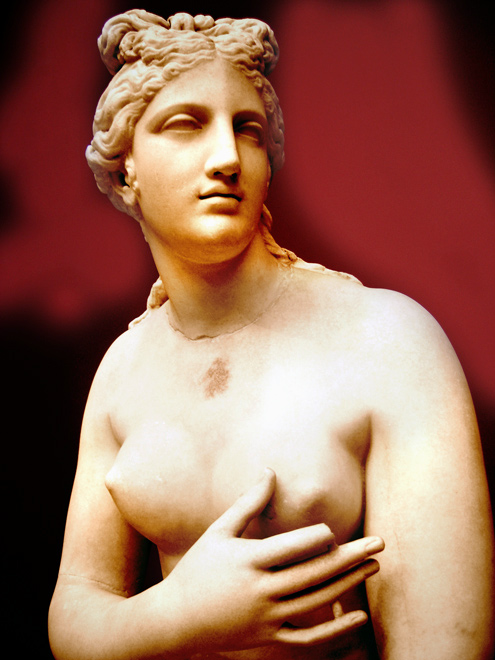
Venus en el Museu Arqueològic Nacional d'Atenes

Venus () és el planeta regent de Taure i Lliura i està exaltat en Peixos. I en Àries i en Escorpió es troba en exili, i en Virgo en caiguda En la mitologia romana, Venus és la deessa de l'amor i la bellesa, famosa per les passions que podia provocar entre els déus. De la mateixa manera, la calma, la superfície de bells núvols blancs que el planeta Venus presenta amaga dins la seva atmosfera calorosa i densa i una intensa activitat volcànica. Venus orbita al voltant del Sol en 225 dies, invertint prop de 18,75 dies en cada signe del zodíac. Venus és el segon objecte més brillant en el cel de la nit, la lluna és la més brillant.
Astrològicament Venus està associada amb els principis d'harmonia, bellesa, equilibri, els sentiments i afectes, i l'impuls de simpatia i d'unir-se amb els altres. Està involucrat amb el desig de plaure i sensualitat, així com amb els béns personals, la comoditat i la vida fàcil. Regeix les relacions romàntiques, el matrimoni i les associacions empresarials, les arts, la moda i la vida social. És una equivocació molt comuna dir que Venus representa al sexe, en canvi, Venus representa la sensualitat i la seva contrapart Mart si representa al sexe. També representa al genero femení. En la dona, representa com és i com se sent el nadiu com a dona. Per als homes representa el que li agrada en una dona i com veu a les dones. El poeta del segle I Manilio, descriu a Venus com a generós i fecund, i el menor benèfic.

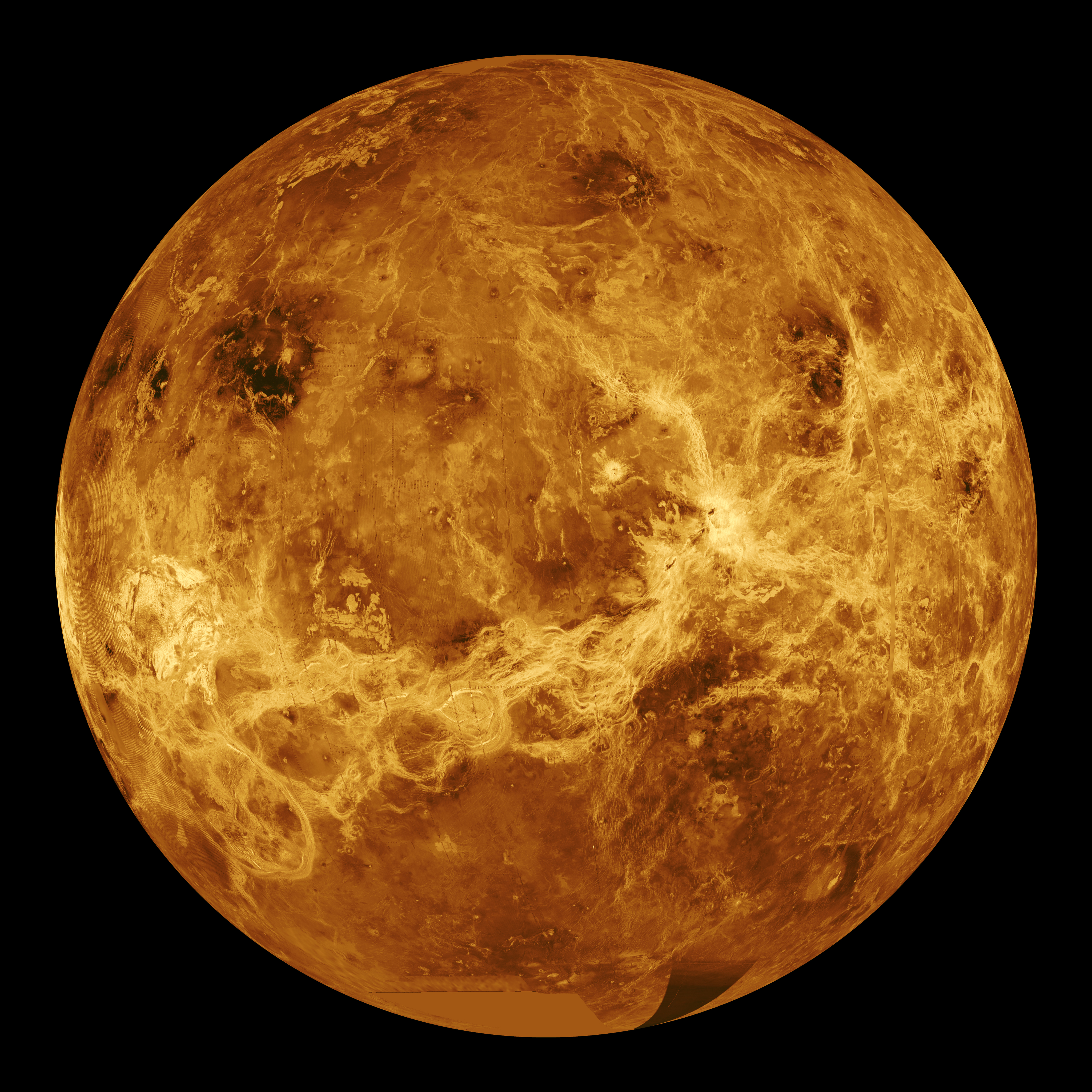
El planeta Venus

En astrologia mèdica, Venus està associada amb la regió lumbar, les venes, paratiroide, gola i ronyons. Venus ha estat considerat moderadament benèfic, femení, nocturn, humit, càlid i eròtic, i s'associa amb el temperament sanguini.
Venus és el regent de les cases II i VII. Com era d'esperar, es considera la seva casa de goig, la V (jocs, amants, etc.).
Venus és el planeta del divendres. En les llengües derivades del llatí, com l'espanyol i el francès, la paraula per al divendres sovint s'assembla a la paraula Venus (divendres i vendredi, respectivament). Dante Alighieri associa a Venus amb l'art liberal de la retòrica.
En astrologia xinesa, Venus està associada amb l'element metall (o l'or), que és inflexible, fort i persistent. En astrologia hindú, Venus és conegut com a Shukra, i representa la riquesa, el plaer i la reproducció. En paganisme nòrdic, el planeta està associat a Freyja, la deessa de l'amor, la bellesa i la fecunditat.

### Mart

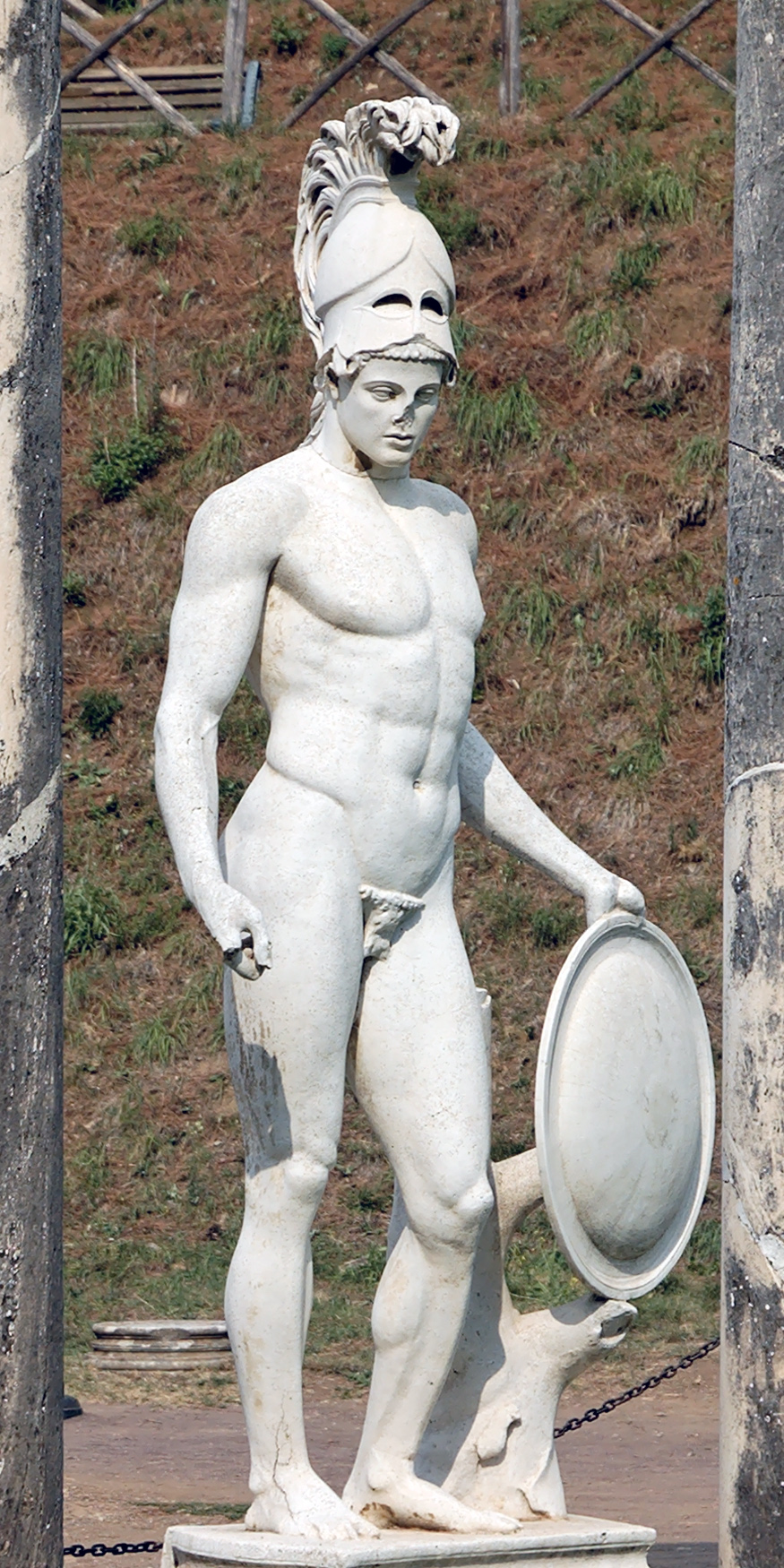
Mart en l'exterior de Vila Adriana

Mart () és el planeta regent de Àries i d'Escorpió, estant exaltat en Capricorn. Mart és el déu romà de la guerra i el vessament de sang, el símbol de la qual és una llança i un escut (de la qual es deriva del seu àglif). El símbol de Mart és també el del sexe masculí, doncs aquest Déu recull l'arquetip masculí i de l'home en plena capacitat de procrear i mantenir relacions sexuals: d'aquesta forma Mart simbolitza a l'home com a sexe i a la testosterona. La violència i l'agressivitat, així com l'energia per escometre projectes. És la força de la vida masculina, en oposició per força de la vida femenina que està simbolitzada per la deessa Venus.
Tant el sòl de Mart i l'hemoglobina de la sang són rics en ferro, i per això comparteixen el seu singular color vermell profund. Mart orbita al voltant del Sol en 687 dies, invertint prop de 57,25 dies en cada signe del zodíac. També és el primer planeta que orbita fora de l'òrbita de la Terra pel que és el primer planeta que no avança acompanyant al Sol, des del punt de vista geocèntric.
Astrològicament, Mart està associat amb la confiança i l'afirmació de si mateix, l'agressió, la sexualitat, l'energia, la força, l'ambició i la impulsivitat, com en la figura masculina. Per a l'home, representa com és ell com a home i per a una dona és el que li agrada en un home. Al costat de venus són les figures masculina i femenina del zodíac.
Mart regeix els esports, els concursos i les activitats físiques en general. El poeta del segle I Manili, va descriure el planeta Mart com a ardent, i com el menor malèfic.
En astrologia mèdica Mart governa els òrgans sexuals o els genitals, el sistema muscular, les gònades i les glàndules suprarenals. Les seves qualitats es descriuen com a malèfic, masculí, diürn, sec, calent, estèril i actiu, i el seu temperament és biliós. Ha estat associat amb la febre, accidents, traumatismes, dolor i les operacions quirúrgiques.

En astrologia moderna, Mart es diu que regeix les cases I i VIII. 

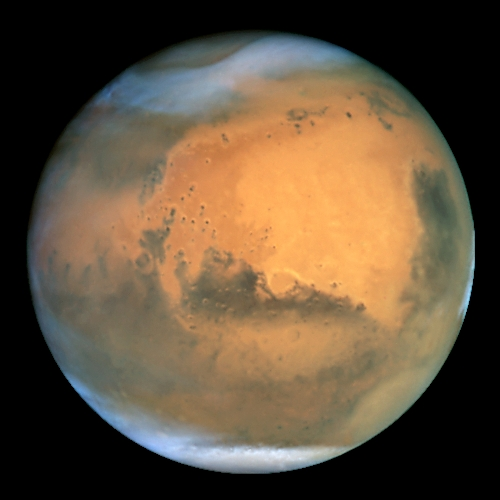
El planeta Mart

Abans del descobriment de Plutó, es considerava universalment el regent de Escorpió. Els astròlegs consideren a Plutó el regent d'Escorpió, però l'hi entén a Mart com un corregent, encara que en totes les ciències, com molts la consideren, existeixen diferents corrents de pensament. L'adjudicació de regències es fa atorgant-li a Mart la regència diürna d'Àries i la nocturna d'Escorpió. Veure article Regència (astrologia).
Mart està associat amb el dimarts, i en les llengües romàniques la paraula per al dimarts sovint s'assembla a Mart (en espanyol, dimarts i en francès, mardi). Dante Alighieri va associar Mart amb l'art liberal de l'aritmètica.
En l'astrologia xinesa, Mart és governat per l'element Foc, que és un apassionat, energètic i aventurer. En l'astrologia hindú, Mart es diu Mangala i representa l'energia, la confiança i l'ego.

### Júpiter

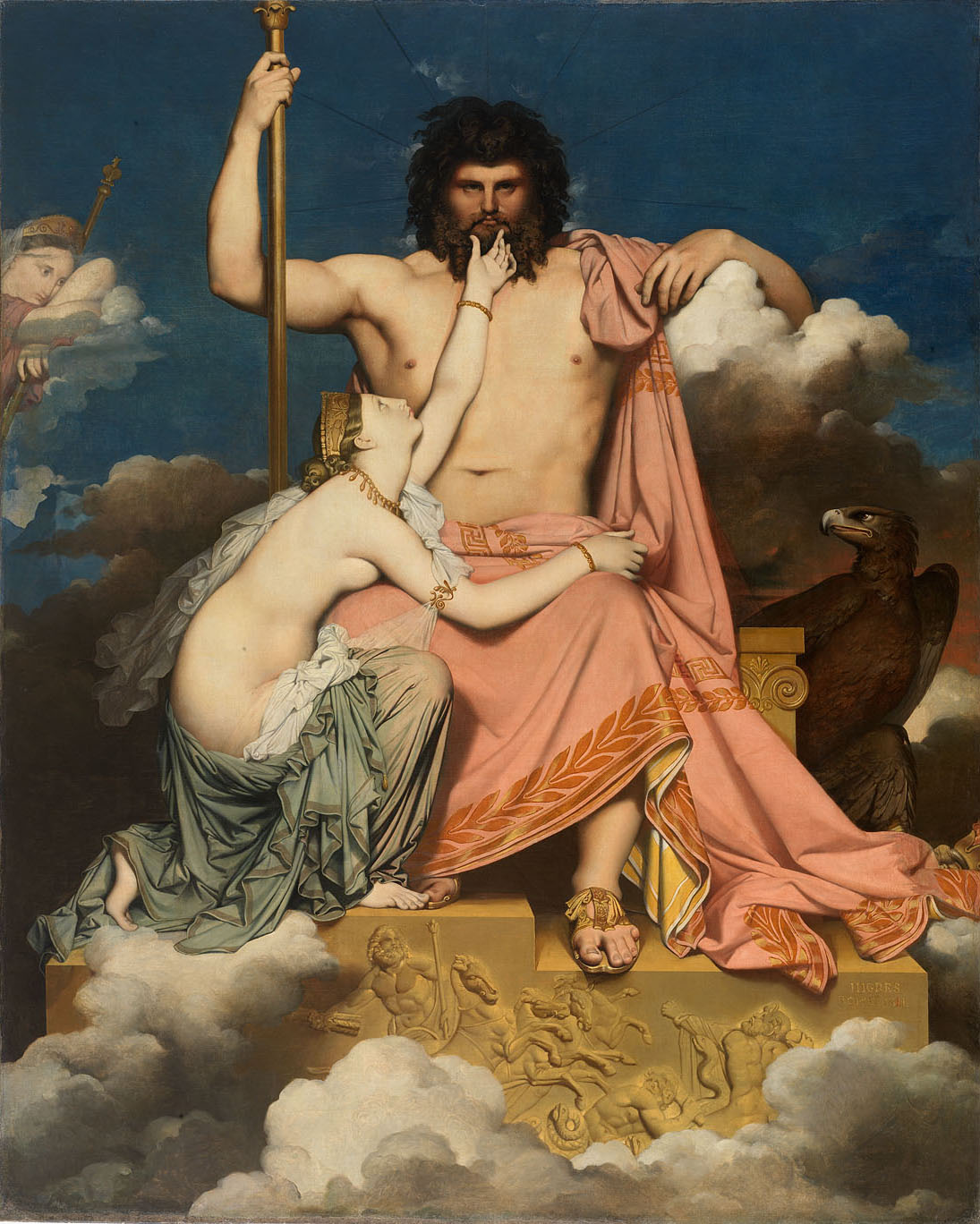
Júpiter i Tetis (1811), Jean Auguste Dominique Ingres, oli sobre llenç, Aix-en-Provence, museu Granet

Júpiter () és el planeta regent de Sagitari, i, per a molts astròlegs, també regeix Peixos i es troba exaltat en Càncer. En la mitologia romana Júpiter és el rei dels déus (una vegada derrotat el Saturn) i el seu tutor i protector, i el seu símbol és el raig. De la mateixa manera, el planeta Júpiter és el Rei dels altres planetes, un gegant en grandària amb uns núvols espectaculars, colors brillants i intenses tempestes. Els astrònoms creuen que exerceix un paper important a través de la protecció de la seva enorme gravetat per capturar o expulsar del sistema solar els estels i asteroides que en cas contrari posaria en perill la Terra i els planetes interiors. Júpiter té una òrbita al voltant del sol d'una durada d'11,9 anys, i inverteix gairebé un any de la Terra (361 dies) a travessar cada signe del zodíac des del punt de vista geocèntric.
Astrològicament, Júpiter està associat amb els principis de creixement, expansió, prosperitat i bona fortuna, i el sentit intern d'una persona de la justícia, la moral, dels seus ideals i metes més altes. Júpiter regeix la llarga distància i els viatges a l'estranger, l'educació superior, la religió i la llei. També està associat amb l'anhel de llibertat i exploració, les ajudes o accions humanitàries i de protecció, i amb el joc i la diversió o la jovialidad. El poeta del segle I Manili ha descrit a Júpiter com un planeta temperat i benigne, i el major benèfic. 

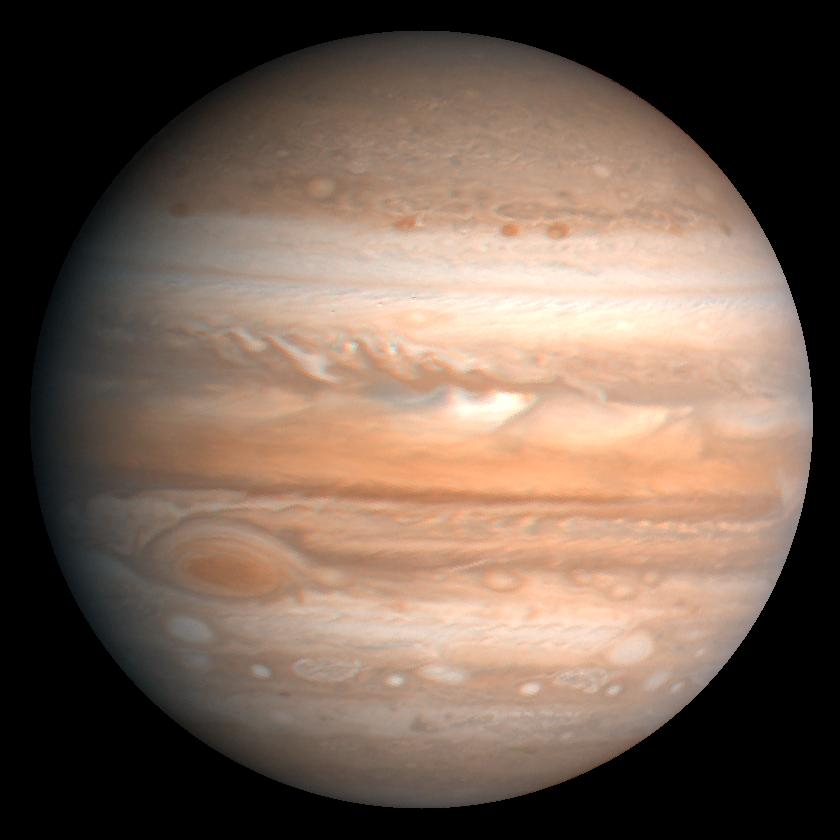
El planeta Júpiter

En medicina astrológica, Júpiter està associat amb el fetge, els malucs, les cuixes, els costats, les glàndules suprarenals, els pulmons, els músculs del cor, el diafragma, els vasos sanguinis i, en particular, les artèries i la sang arterial. És considerat benèfic, diürn, calent, humit, temperat i benèvol. El seu temperament és sanguini. En els temps moderns Júpiter es considera el regent de les cases IX i XII, corresponents a Sagitari i Peixos.
Júpiter s'associa al dijous, i en les llengües romanç el nom per al dijous sovint prové de Júpiter (per exemple, jeudi en francès,dijous en espanyol, i giovedì en italià). Dante Alighieri associats Júpiter amb l'art liberal de Geometria.
En astrologia xinesa, Júpiter està regit per l'element Fusta, que és càlid, generós i cooperatiu. En astrologia hindú, Júpiter és conegut com a Guru o Bríhaspati i és conegut com el "gran mestre".

### Saturn

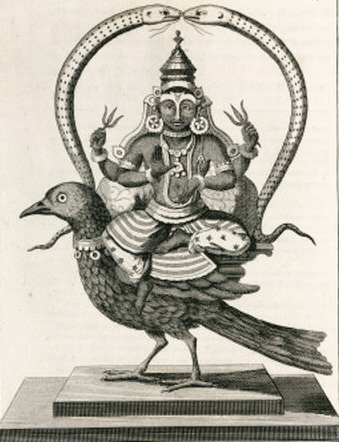
Un gravat de 1782 de Shani després de la pintura Pierre Sonnerat va fer durant el viatge en l'Índia en 1770

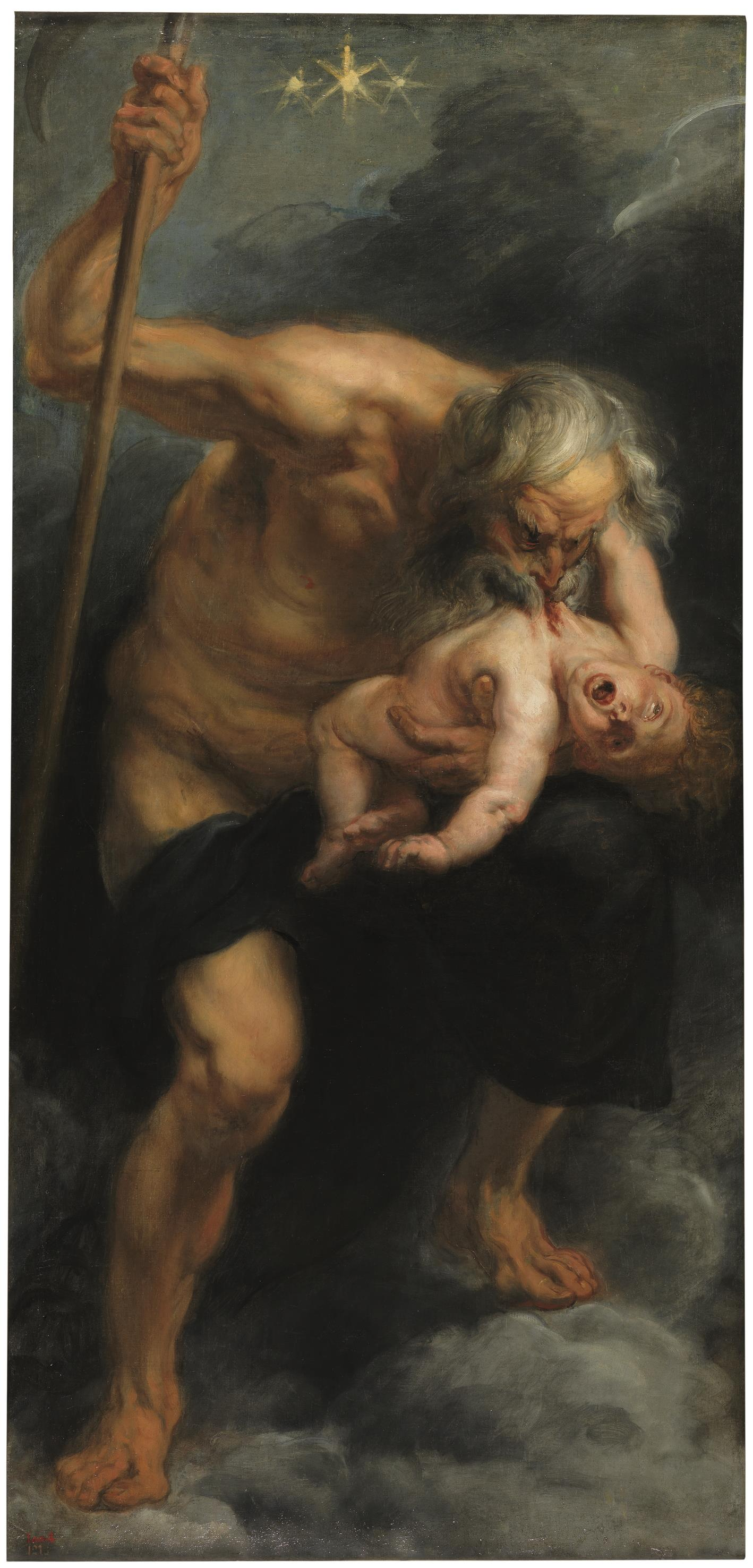
Rubens, Saturn devorant a un fill (1636), Madrid, Prado

Veure Saturn (mitologia) creences astrològiques en la secció.
Saturn () és el planeta regent de Capricorn i, tradicionalment, de Aquari i es troba exaltat en Lliura. En la mitologia romana Saturn és el déu de l'agricultura, fundador de les civilitzacions i de l'ordre social i la conformitat. Saturn, com a símbol de les normes socials, és el planeta que estableix els límits i que fa que tot allò que fem ens costi un esforç i que no sigui fàcil. És l'últim planeta que es veu a simple vista (exceptuant Urà, però aquest no havia arribat a ser percebut pels antics), per això és el límit visible del sistema solar. El símbol més sovint usat és una dalla, però és sobretot coneguda com la Mitja Lluna per sota de la Creu -la matèria sobre l'esperit-, mentre que el símbol de Júpiter és la Mitja Lluna sobre la Creu -l'esperit sobre la matèria-. A més de per la seva situació fronterera en el sistema solar, els famosos anells del planeta Saturn que ho tanquen i ho envolten, reflecteixen aquest principi de les limitacions de l'home. Saturn triga 29.5 anys a realitzar l'òrbita al voltant del sol, invertint uns 2,46 anys a travessar cada signe del zodíac.
Astrològicament Saturn està associat amb els principis de limitació, les restriccions, els límits, la pràctica i la realitat, la cristal·lització i les estructures. Saturn regeix l'ambició, la carrera, l'autoritat i jerarquia, i conforme les estructures socials. Es tracta de sentit d'una persona de servei, disciplina i responsabilitat, i la seva resistència física i emocional durant les dificultats. Saturn també és considerat per representar a la part d'una persona afectada amb la planificació a llarg termini. La tornada de Saturn es diu que marca els esdeveniments importants en la vida de cada persona. Segons el poeta del segle I Manili, Saturn és trist, taciturn, i fred i és el major planeta malèfic. Segons Claudi Ptolemeu, "Saturn és el senyor de l'orella dreta, la melsa, la bufeta, la flegma, i els ossos." Saturn simbolitza els processos i les coses que estaven secs i extremadament freds i, per tant, hostils a la vida. Va governar la malenconia o la depressió.

Abans del descobriment de Urà, Saturn era universalment considerat com el planeta regent d'Aquari. 

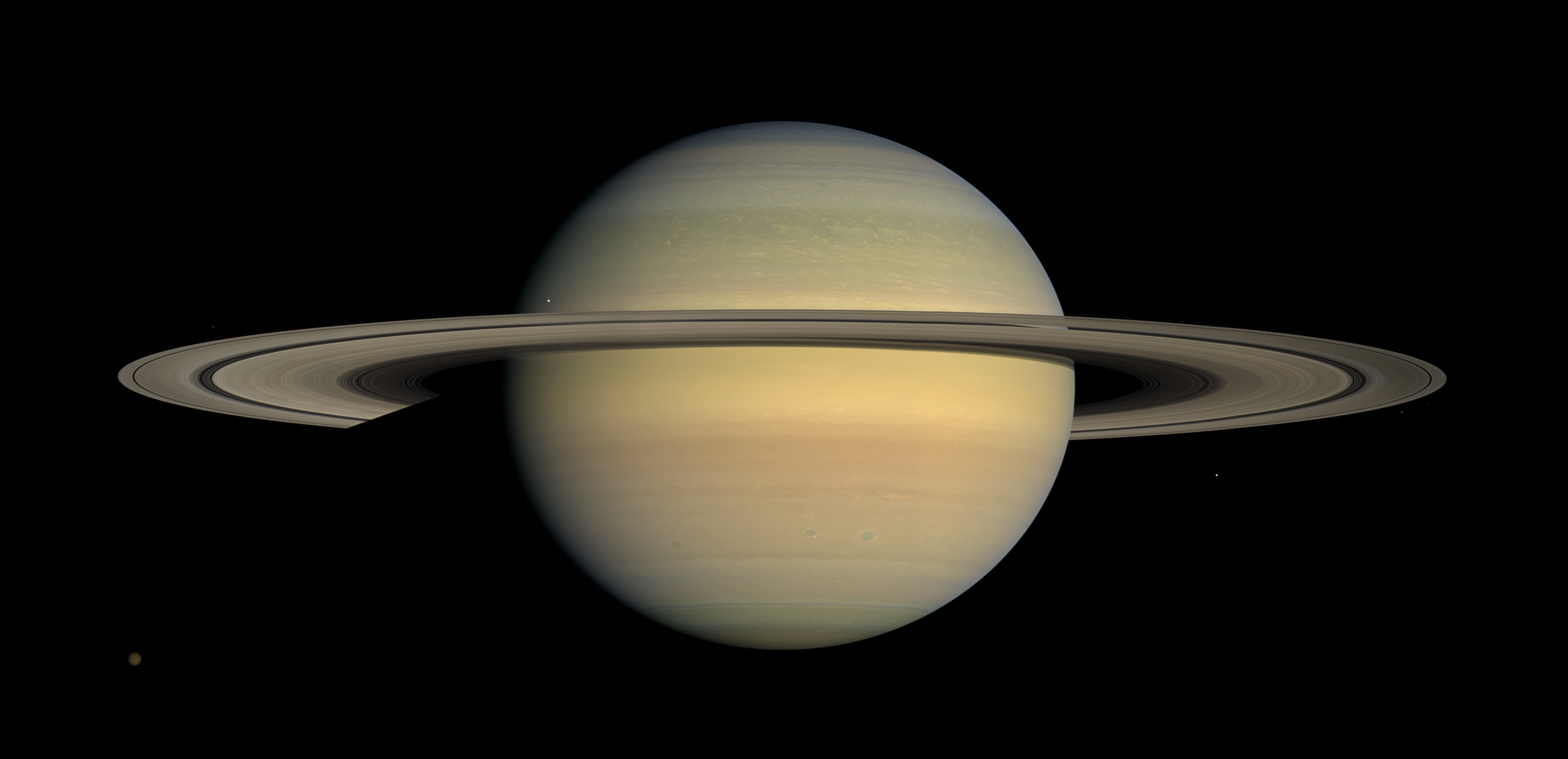
El planeta Saturn

 Molts astròlegs encara utilitzen Saturn com el regent planetari de tots dos Capricorn i Aquari, en l'astrologia moderna en conseqüència regeix les cases X i XI.
Saturn està associat amb el dissabte, que porta el nom del déu Saturn. Dante Alighieri associa Saturn amb l'art liberal de l'astronomia.
En astrologia xinesa, Saturn està governat per l'element Terra, que és pacient, treballador i confiable. En astrologia hindú, Saturn es diu Shani o "Sani", i representa la carrera i la longevitat. També és el portador de mala sort i penúries.

## Planetes moderns
Des de la invenció del telescopi, l'astrologia occidental ha incorporat Urà, Neptú, Ceres, Plutó i altres cossos en la seva metodologia. Les astrologies Índia i Xina han tendit a mantenir el sistema dels set antics planetes. Els astròlegs moderns han hagut d'assignar-los significats, en general d'acord amb els principals esdeveniments que es van produir al món al moment del seu descobriment. Com aquests solen ser astròlegs occidentals, els esdeveniments socials i històrics que descriuen tenen una èmfasi occidental inevitable. Els astròlegs consideren que els planetes "extra-saturnians" són "impersonals" o generacionals, la qual cosa significa que els seus efectes es deixen sentir més a través de generacions senceres de la societat que a través exclusivament dels individus. Els seus efectes en les persones depenen de la intensitat de les seves característiques en la carta natal d'aquest individu. Hi ha una gran discussió sobre el paper que Ceres ha de jugar en l'astrologia. Alguns astròlegs occidentals esperen que, d'aquí a uns anys, les regències astrològiques es modificaran per incloure a Ceres. Les següents són les seves característiques acceptades per la majoria dels astròlegs.

### Urà

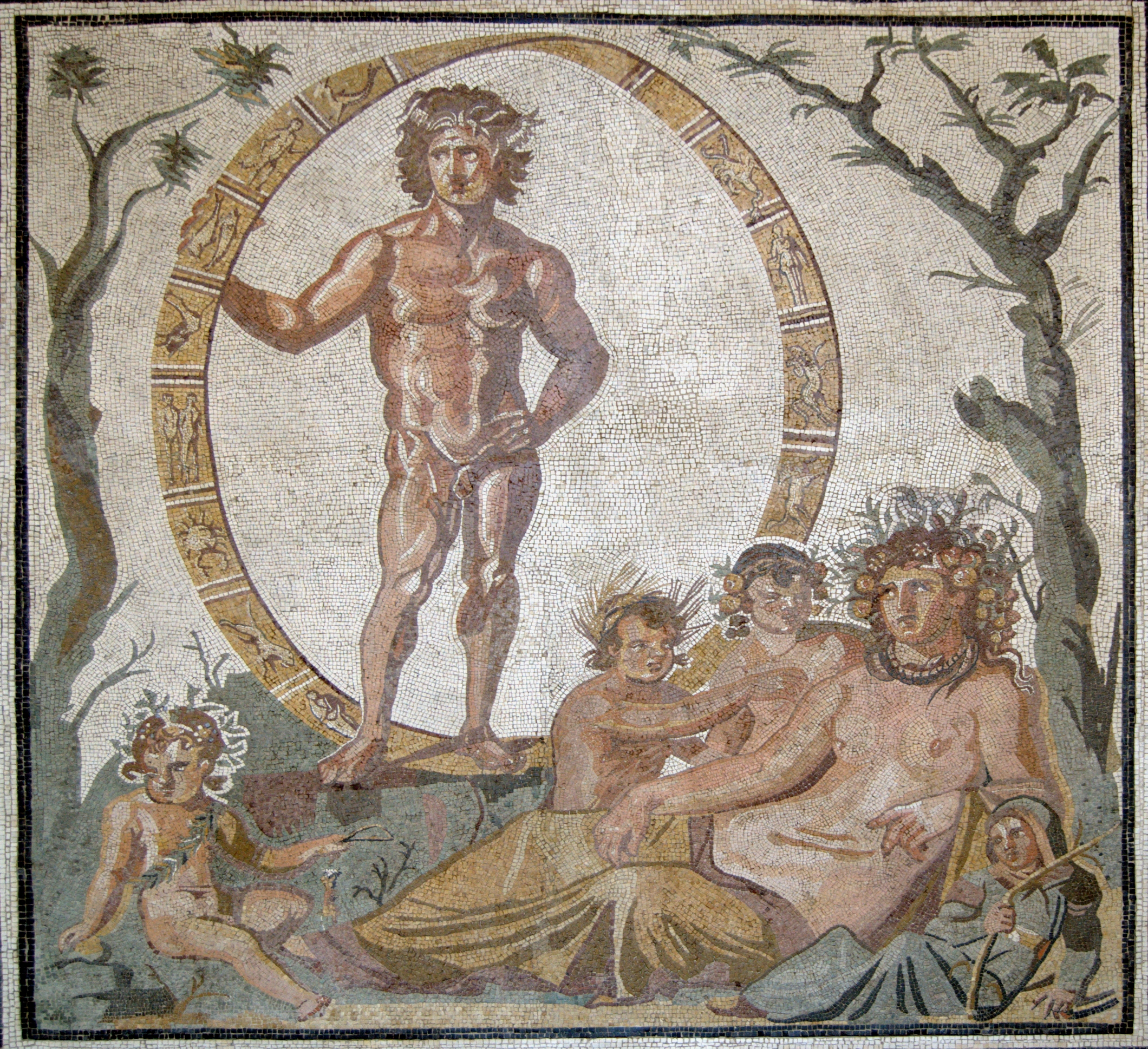
Urà amb Terra en un mosaic romà

Per alguns astròlegs occidentals moderns, el planeta Urà () és el planeta regent d'Aquari i possiblement es trobi exaltat en Escorpió. En la mitologia grega Urà era la personificació dels cels i el cel nocturn. El planeta Urà és un cas rar entre els planetes, ja que gira orientat de costat, per la qual cosa presenta un dels pols cap al sol durant la seva òrbita de manera que un hemisferi està banyat per la llum, mentre que l'altre es troba en total foscor. L'eix de rotació es troba gairebé paral·lel al plànol de la seva òrbita (98º) i el gir sobre si mateix és més ràpid que el de la Terra, ja que el nucli sòlid ho fa cada 17 hores i 14 minuts i els núvols que ho cobreixen, encara més ràpides, cada 14 hores, a la zona del Polo Sud. Aquests trets estranys reflecteixen el seu significat astrològic com aquell que trenca amb les convencions i l'establert.
Urà triga 84 anys a recórrer la seva òrbita al voltant del Sol, i inverteix al voltant de 7 anys a recórrer cada signe del zodíac. Urà va ser descobert en 1781 per Sir William Herschel.
Urà està associat astrològicament, segons les interpretacions modernes, amb els principis de la genialitat, la idea d'individualitat, la novetat i el poc convencional, els descobriments científics, l'electricitat i l'electrònica, els avions, la informàtica, els invents, l'enginyeria i, en els seus inicis, la revolució industrial, encara que també qualsevol revolució de tipus social. Urà regeix les societats i associacions, clubs i qualsevol grup dedicat als ideals humanitaris o progressistes. Urà, que és el planeta dels canvis sobtats i inesperats, regeix la llibertat i l'originalitat. En la societat regeix les idees i les persones radicals, així com els esdeveniments revolucionaris que alteren les estructures establertes.

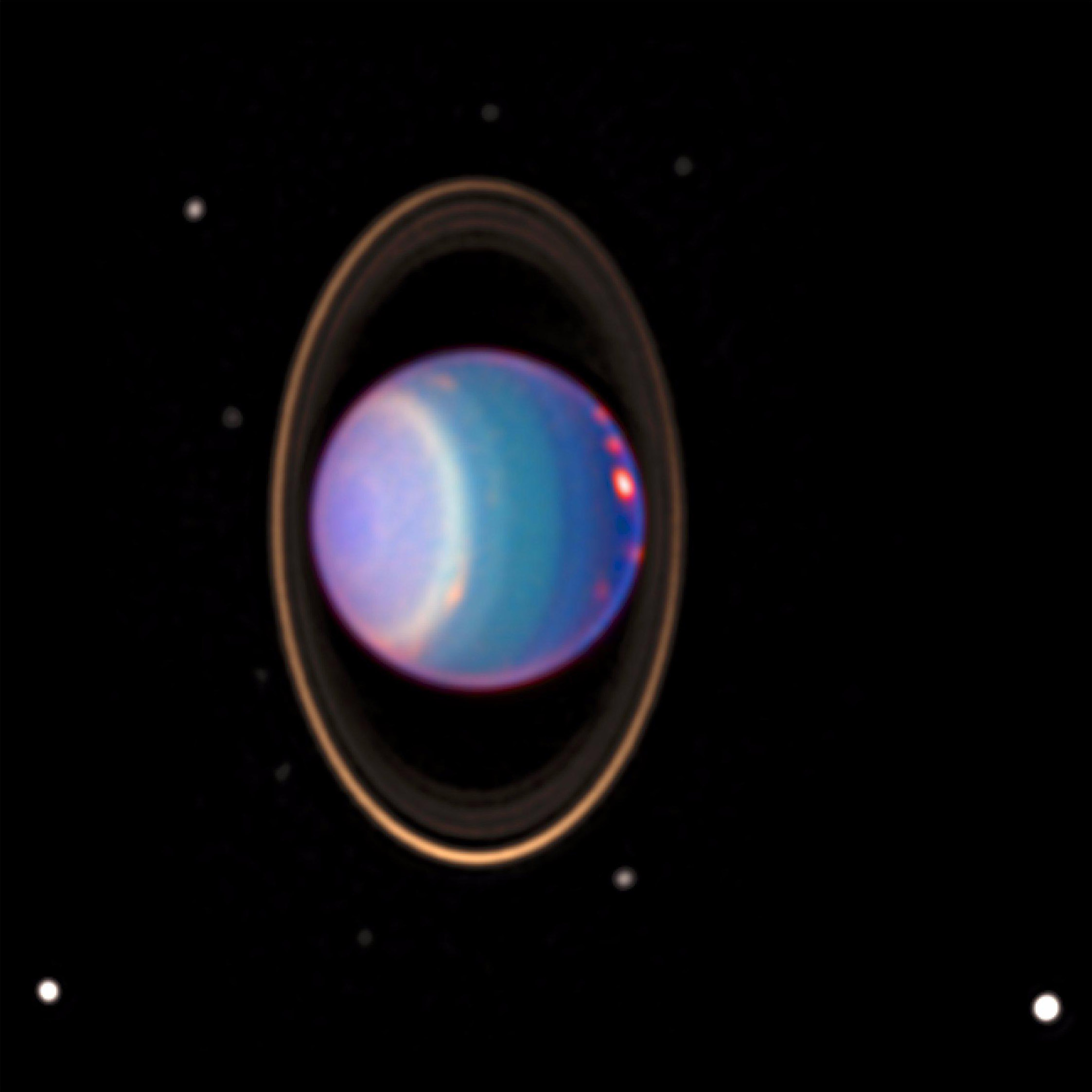
El planeta Urà amb els seus anells i les seves llunes. La posició del planeta és la real sobre el plànol de la seva òrbita, que és paral·lel al costat inferior de la fotografia, presentant contínuament un dels pols cap al Sol.

Entre tots els planetes és el que més governa el geni. Històricament, va ser associat amb els principis de la Il·lustració i idees polítiques radicals d'igualtat i llibertat, entre altres coses. Al voltant de l'època del seu descobriment en 1781, la idea de democràcia i de drets humans va començar a tenir molta importància, i es va manifestar amb la separació de les colònies americanes d'Anglaterra (Revolució Americana) i uns anys més tard, en 1789, amb l'esclat de la Revolució francesa.
En astrologia mèdica, Urà es creu que està especialment associat amb el sistema nerviós simpàtic, els trastorns mentals, la bogeria i la histèria, espasmes i enrampades, encara que també la circulació sanguínia, els turmells, els panxells i les hormones. Es considera com a malèfic, masculí, diürn, sec, fred, fèrtil, brusc i elèctric. Urà és considerat pels astròlegs moderns com corregent de la casa XI amb Saturn.

### Neptú

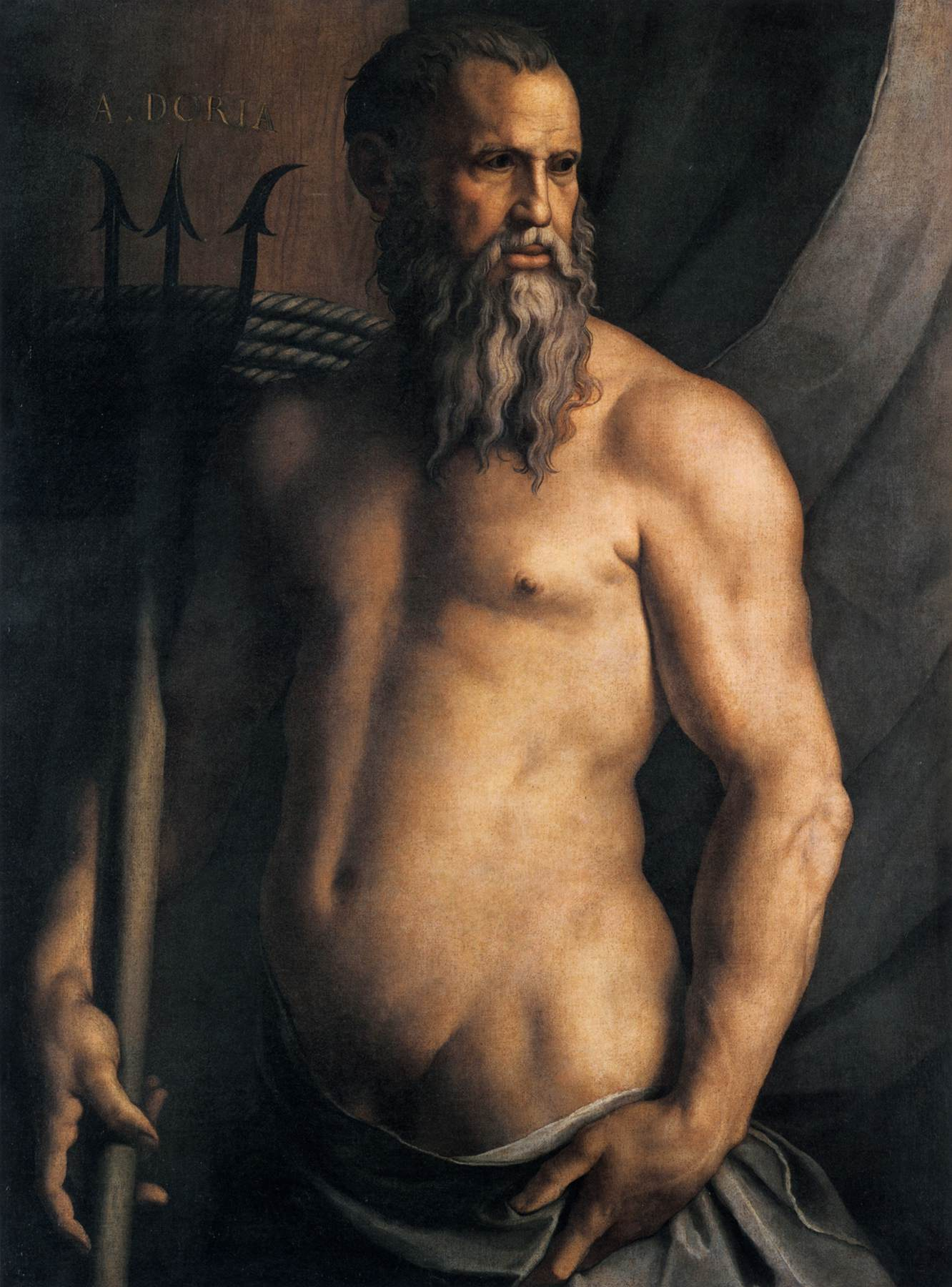
Angelo Bronzino: Neptú

Para molts astròlegs, Neptú () és el planeta regent de Peixos. En la mitologia romana Neptú és el déu del mar, i el profund color blau dels oceans del planeta Neptú reflecteix això. El seu àglif és pres directament del trident de Neptú. Neptú inverteix 165 anys a realitzar la seva òrbita al voltant del Sol, i aproximadament 14 anys (13.75) en cada signe del zodíac. Neptú va ser descobert en 1846.
Astrològicament i pels astròlegs occidentals moderns la imatge del planeta està associada amb l'idealisme i la compassió, però també amb la il·lusió, la confusió i l'engany, amb la religió, l'espiritualitat i el misticisme, els mitjans de comunicació de masses, la creativitat en l'art i la música, les drogues, la sensibilitat extrema, la fantasia i la imaginació, els fenòmens psíquics i els estats alterats de consciència. Neptú regeix els hospitals, les presons, les institucions mentals, i qualsevol lloc, com els monestirs, que impliquen un allunyament de la societat. La seva aparició va coincidir amb el descobriment de l'anestèsia i la hipnosis.
En termes polítics Neptú va ser relacionat amb l'increment dels moviments nacionalistes en tot Europa en països com Alemanya, Itàlia, Hongria, Irlanda i Sèrbia, a la recerca de la independència de les seves nacions inspirat en un passat idealitzat com a llegenda (el Volkgeist de Hegel). També va ser relacionat amb l'increment del socialisme i els inicis de l'Estat de benestar. Neptú també va coincidir amb els ideals utòpics del comunisme, quan Marx i Engels, publicat per primera vegada "El Manifest Comunista" en 1848.

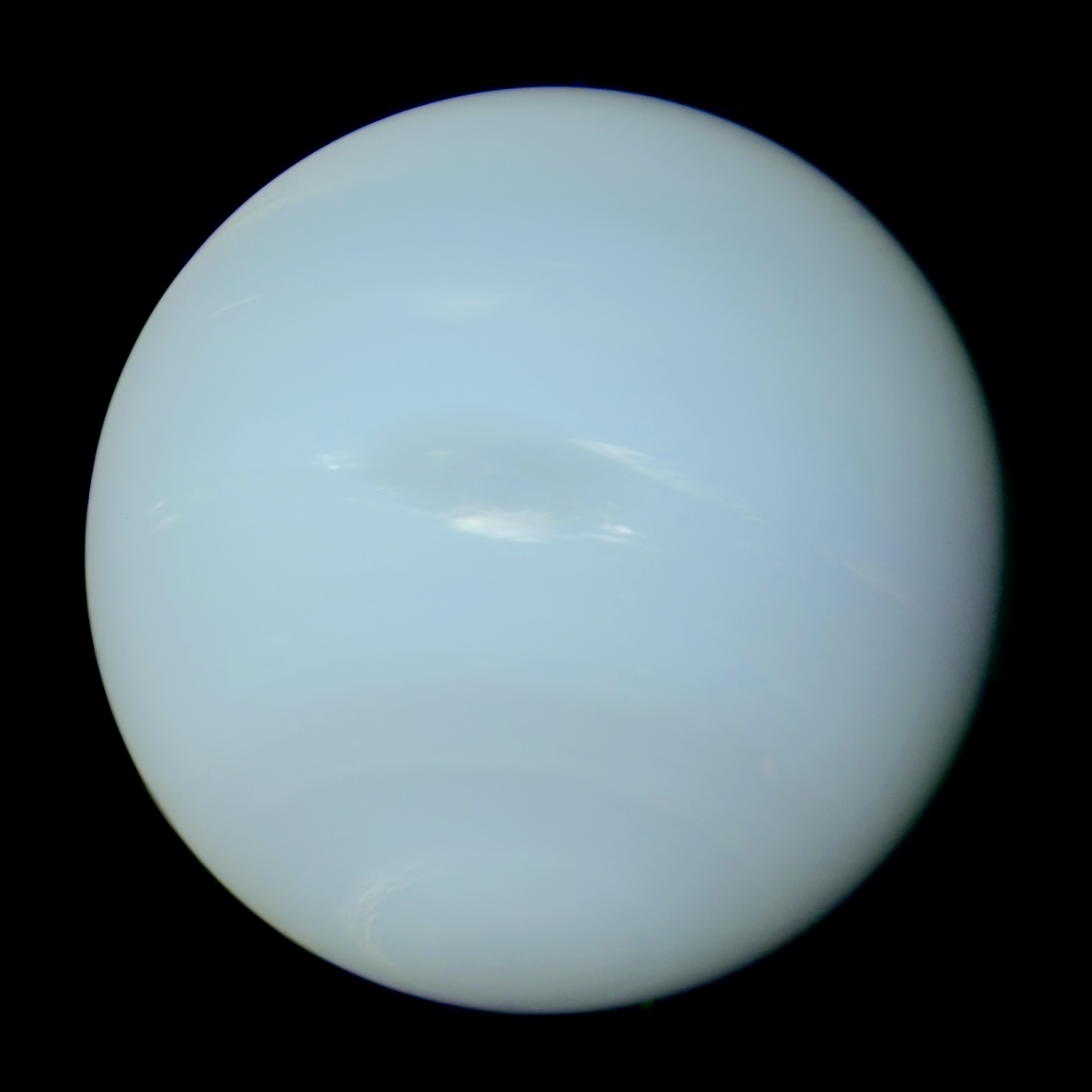
El planeta Neptú

En la literatura i la cultura en general, el seu descobriment (1846) va coincidir amb el moviment romàntic que, a través d'Alemanya i Anglaterra, es va estendre per tot Europa i el món com a reacció al racionalisme i el classicisme, massa crítics. Els trets de Neptú són eminentment romàntics (creativitat, fantasia, llibertat, sentiments, imperfecció, evocació...) i reactius enfront del racional, neoclàssic i il·lustrat, més propis d'Urà i Saturn.
En l'art, el moviment impressionista es va iniciar una tendència a allunyar-se de la representació literal, a un basat en la subtil, estats d'ànim canviants de llum i color. En la medicina de Neptú sembla particularment associat amb el tàlem, el canal espinal, i greus o malalties misterioses i neurosis. Neptú és considerat pels astròlegs moderns per ser co-governant de la casa XII amb Júpiter.
Avui dia els astròlegs moderns consideren a Neptú com el regent de Peixos, però abans del descobriment de Neptú, era Júpiter el considerat com a tal, malgrat que alguns ho considerin corregent de Peixos (i uns altres usin com regent de Peixos a Neptú exclusivament). Alguns astròlegs no creuen que Neptú regeixi cap signe en particular, encara que usin el planeta en la interpretació.

### Plutó

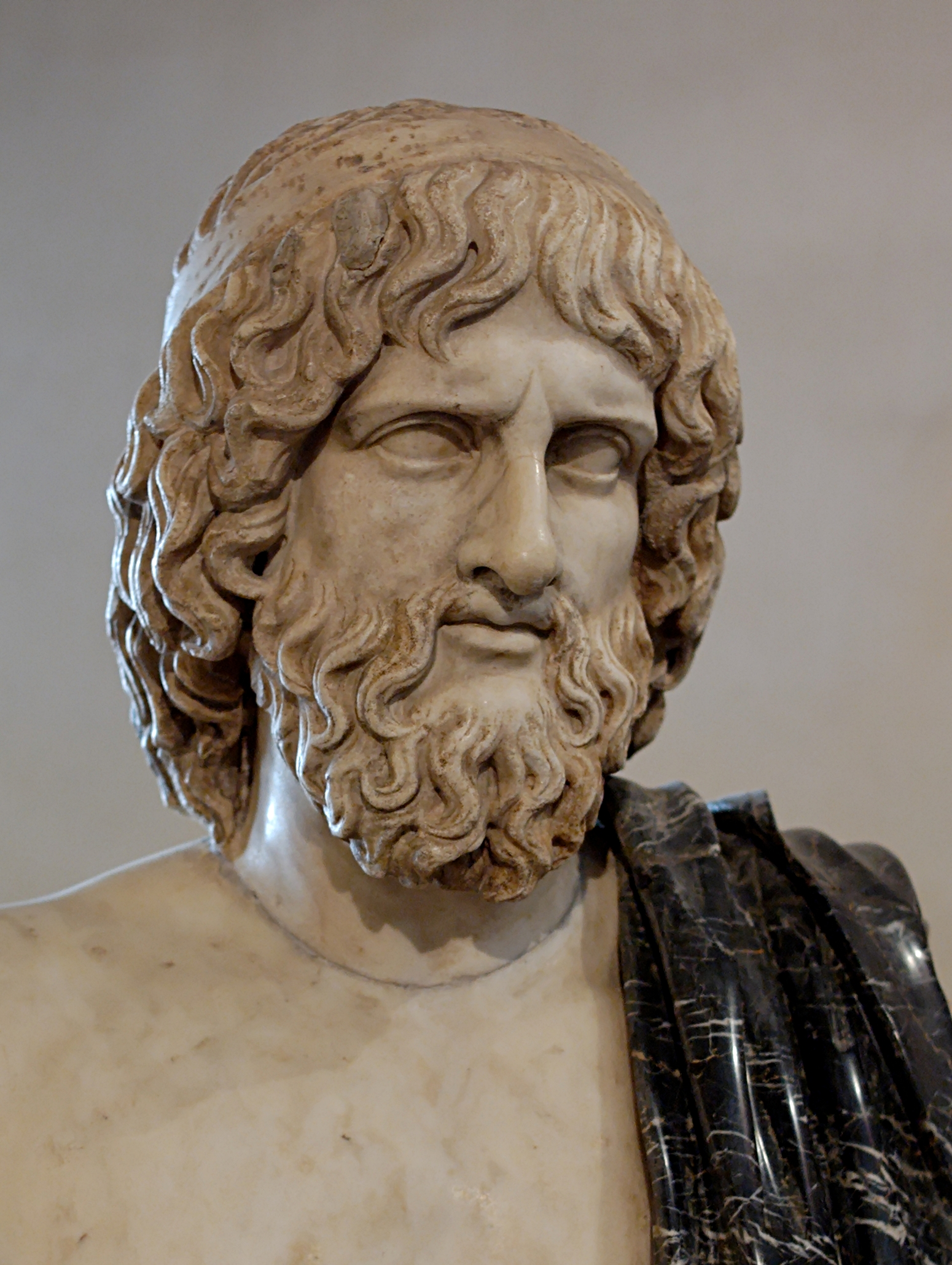
Bust d'Hades., Marbre copia romana d'un original grec del, el mantell negre és un afegit modern.

Pels astròlegs occidentals més moderns, Plutó () és el planeta regent d'Escorpió. En la mitologia romana Plutó era el déu del món subterrani i de la riquesa, per tant, els seus símbols són la moneda i el calze. Plutó i la seva lluna Caront formen una única parella en el sistema solar, perquè Caront és molt massiva en relació amb Plutó. Això significa que giren entorn d'un punt comú a l'espai que s'estén entre ells, permanentment tancats en una lluita de poder pel domini de l'altre. Aquesta és la funció simbòlica de Plutó des del punt de vista astrològic. Plutó triga 248 anys a recórrer la seva òrbita al voltant del sol, invertint de mitjana aproximadament 21 anys (20,6) en cada signe del zodíac. No obstant això, l'òrbita de Plutó és tan excèntrica que això pot variar considerablement, des de 25 anys en Càncer (1913-1938) a només 12 anys en Escorpió (1983-1995), quan la seva òrbita va estar en realitat més prop del Sol que Neptú. Els primers indicis de l'existència de Plutó van aparèixer en 1905, quan Percival Lowell, astrònom nord-americà va indicar que hi havia un planeta desconegut més enllà de les òrbites d'Urà i Neptú i que estava afectant a les seves òrbites. Va intentar fotografiar-ho en 1915, sense èxit i va morir en 1916. En 1930, Tombaugh va trobar la imatge de Plutó en tres fotografies. El planeta va ser nomenat amb el nom del déu romà dels morts. El seu nom també ret homenatge a Percival Lowell, que les seves inicials són les dues primeres lletres de Plutó.
Astrològicament Plutó es diu "el gran renovador", i es considera que representen la part d'una persona que es destrueix amb la finalitat de renovar-se, per la via de treure allò que està enterrat però que és molt intens, portant-ho a la superfície i expressant-ho, fins i tot destruint l'ordre existent. Un ús comú de paraules clau per a Plutó és la "transformació". S'associa amb el poder i el domini personal i la necessitat de cooperar i compartir amb uns altres, per evitar ser destruït. Plutó regeix les grans empreses i la riquesa, la mineria, la cirurgia, el treball de detectiu, i qualsevol empresa que hagin de cavar sota la superfície per portar la veritat a la llum. Plutó també està associat amb el dimarts juntament amb Mart.

Plutó també està associat amb una potència extrema i la corrupció; el descobriment de Plutó en 1930 va coincidir amb el naixement i desenvolupament del feixisme i l'estalinisme a Europa, que va conduir a la Segona Guerra Mundial. També va coincidir amb la Gran Depressió i la proliferació important del crim organitzat als Estats Units. 

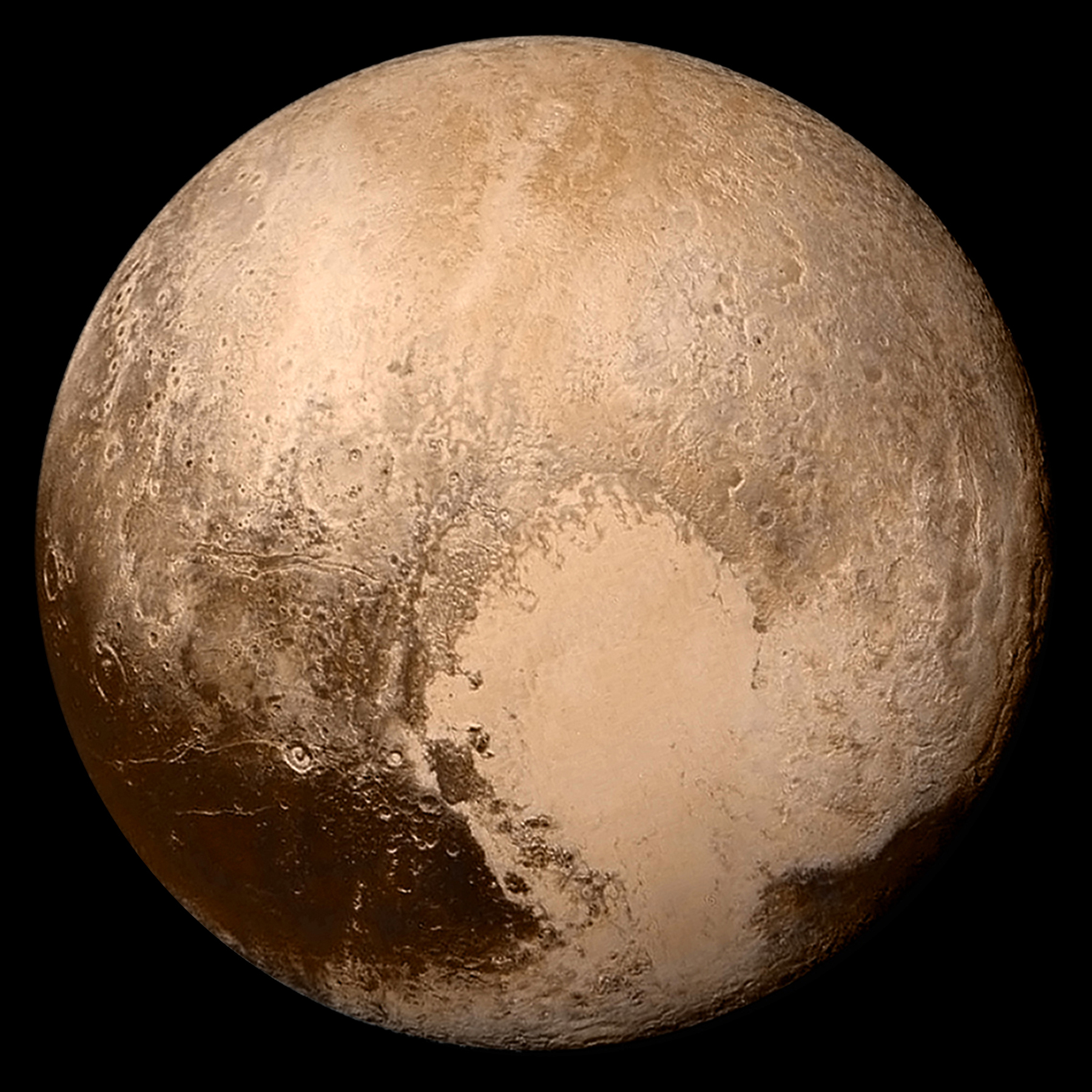
El planeta nan Plutó.

 La seva entrada en el signe de càncer en 1913, el signe en el qual es va descobrir més tard, va coincidir amb la Primera Guerra Mundial. També s'associa amb l'armament nuclear, que va tenir el seu gènesi en la investigació de la dècada de 1930 i 40. Més tard, va donar lloc a la Guerra Freda, a través de l'enfrontament de les societats consumistes, amb els Estats Units al capdavant, i els Estats totalitaris de l'òrbita de la URSS. El descobriment de Plutó també es va produir just després del naixement del modern psicoanàlisi, de Freud i Jung, que va marcar l'inici de l'exploració sistemàtica de les profunditats de l'inconscient. En relació al psicoanàlisi, refereixi's a l'apartat Neptú.
En l'art, moviments com el cubisme i el surrealisme van començar a desmuntar la visió "normal" del món i tornar a muntar-la d'una manera nova i, de vegades, inquietant.
En astrologia mèdica, Plutó sembla estar associat amb les forces de regeneració en el cos que implica la formació de cèl·lules i amb el sistema reproductor. Plutó és considerat pels astròlegs moderns corregent de la casa VIII juntament amb Mart. Molts astròlegs tradicionals no utilitzen a Plutó com un planeta regent, però ho usen per a la interpretació i el treball de predicció, fent referència a projeccions de la seva influència de major a menor espai dimensional.

### Ceres

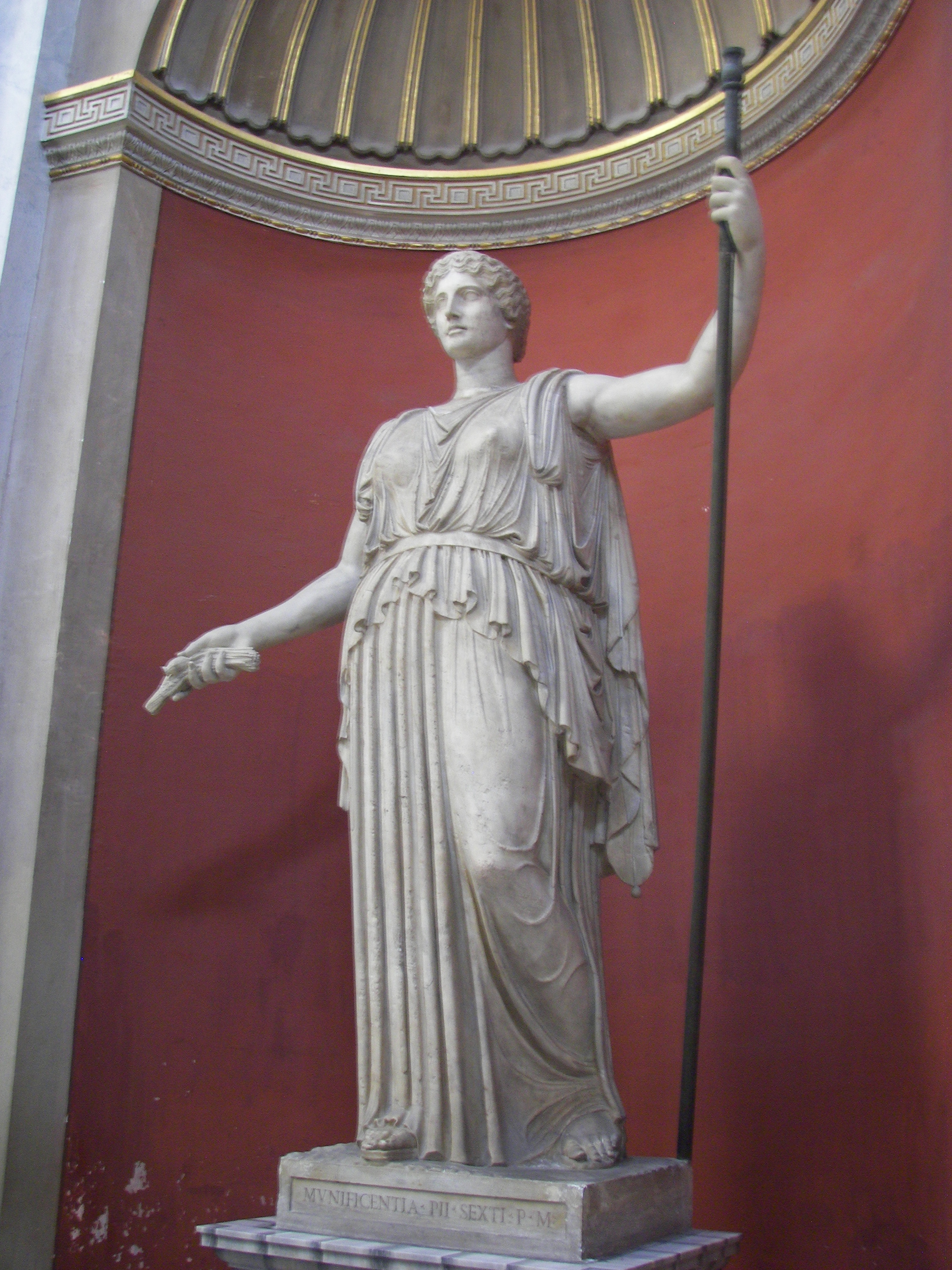
Colossal Estàtua de Ceres, Museus Vaticans, Roma, Itàlia. Demeter i Ceres de vegades s'identifiquen en l'art perquè porten una espiga de blat

Ceres () és el planeta nan més petit identificat del sistema solar. Va ser descobert l'1 de gener de 1801, per Giuseppe Piazzi, i porta el nom de la deessa romana Ceres, deessa de les plantes conreades, la collita i de l'amor maternal. Va ser el primer asteroide descobert i és l'asteroide més gran de tots, aproximadament 1/3 de la massa total del cinturó d'asteroides. La classificació de Ceres ha canviat més d'una vegada i ha estat objecte d'algun desacord. Descobert per Johann Elert Bode, que creia que Ceres seria el "planeta perdut" que havia proposat que existia entre Mart i Júpiter, a una distància de 419 milions de quilòmetres (2.8 ua) des del sol. El debat del 2006 entorn de Plutó gairebé ho va convertir en planeta i va portar a Ceres a ser considerat per a la reclassificació com a tal, però al final va canviar el seu nom amb Plutó i va passar a constituir part de la nova categoria de planeta nan. A Ceres se li va assignar un símbol planetari, i apareix en els llibres d'astronomia i en les taules com un cos planetari.
En astrologia, per obtenir una comprensió de la naturalesa d'un planeta, alguns astròlegs analitzen el nom donat al mateix. Ceres, en la mitologia, és l'equivalent romà de la deessa grega Deméter. Deméter és la deessa de l'agricultura i quan la seva filla Proserpina va ser segrestada per Plutó en un intent d'obligar-la a casar-se amb ell, Ceres va arribar a estar tan angoixada per buscar a la seva filla que va descurar la Terra que es va convertir en un lloc fred i la majoria de les plantes van morir. Est va ser la primera tardor i hivern, que van tornar cada any, fins i tot després que Proserpina havia estat salvada per mercuri, perquè s'havia menjat una magrana que va fer la dona de Plutó, i va exigir que tornés a l'Hades una vegada a l'any.
Aquests mites, al costat del fet que Ceres és l'objecte més rodó del cinturó d'asteroides (s'assembla a la Lluna) indiquen que en astrologia la col·locació de Ceres en una carta natal es fa servir per mostrar el que necessita el nadiu per sentir-se volgut i cura. El planeta també està associat amb els problemes de reproducció de la dona adulta, així com l'embaràs i altres transicions importants en la vida d'una dona, inclòs els nou mesos de temps de gestació, els llaços familiars i relacions. No obstant això, l'arquetip de Ceres no és només el de la mare. Per alguns astròlegs Ceres és el planeta regent de Virgo, i s'identifica també amb l'arquetip d'una deessa Verge, que reflecteix a les dones independents que sovint són de fet mares sense parella (segons l'astrologia, Ceres és un deessa única que va triar ser mare sense marit o parella). Com podem veure, Ceres està molt connectada amb la Lluna, i amb l'estat emocional. Mentre que la lluna representa el nostre ideal de "la maternitat", Ceres podria representar com ha de ser nostra veritable naturalesa i la maternitat. Ceres, com la deessa que té el control sobre els recursos de la naturalesa i els cicles, es pot conèixer també en l'astrologia com el planeta del Medi ambient. En aquest sentit, Ceres es va convertir en un arquetip emergent en la resposta social sobre el canvi climàtic, i està entrant en la nostra consciència col·lectiva com la necessitat de cuidar dels nostres recursos naturals i insubstituïbles al segle XXI.

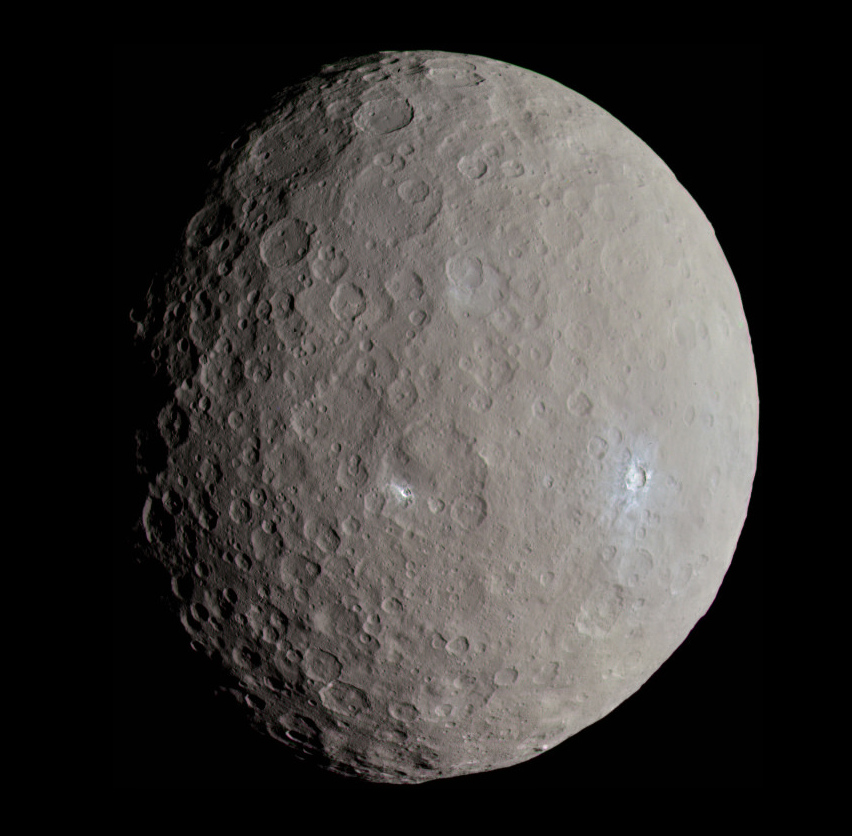
El planeta nan Ceres.

Així com l'agricultura biològica enfonsa les seves arrels en el passat, representa també un salt cap al futur en la recerca de sabors naturals i saludables i de la qualitat, la responsabilitat ecològica i el coneixement. Com un indicador del medi ambient o l'activisme de la comunitat, Ceres representa per alguns astròlegs l'ona del futur. L'estat de Ceres és desconegut de moment en l'astrologia. Existeix la possibilitat que no està involucrada amb qualsevol signe, però ha estat fortament suggerida com el regent de Virgo o Taure. Per alguns astròlegs moderns és el planeta regent de Virgo i corregente de la casa VI amb Mercuri, i per a alguns altres el planeta regent de Taure i la casa II amb Venus. En qualsevol cas, és gairebé segur que pot ser atribuït a l'element Terra. Com sempre ocorre amb els nous descobriments, per a alguns, com els astròlegs vèdics, mai s'utilitzarà.

## Comparació de tradicions planetàries
L'associació en la cultura tradicional xinesa de Venus al metall és fonamentalment diferent de les nocions occidentals associades com l'amor i el romanç. En la mitologia babilònica, l'equivalent a Venus era Ishtar, la deessa de l'amor i la guerra. El metall xinès representa força i fermesa; però l'element del Venus occidental és l'aire, el qual és lògic i optimista. L'element metall també és associat a la sofisticació i al gaudi de la vida. En l'astrologia occidental, Venus governa tant Lliura, que és sofisticat, lògic i romàntic, com a Taure, que és reservat i ferm. Alguns astròlegs occidentals creuen que el metall s'associa millor a les qualitats del planeta Saturn, argumentant que el metall és igual a l'aire en el sistema occidental, i que Saturn es troba relacionat amb l'aire en l'astrologia védica.

## Altres cossos del sistema solar
Al segle 21, diversos cossos celestials de la grandària de planetes, entre aquests Sedna, Quaoar, Haumea i Eris, han estat descoberts, però encara no s'han incorporat a les prediccions modernes astrológicas, encara que alguns grups pioners han intentat incorporar-los. Una complicació que sorgeix en utilitzar molts d'aquests cossos celestials és que, a causa de les seves inclinacions orbitals tan marcades, passen una gran quantitat dels seus períodes fos del Zodíac.

## Planetes hipotètics
Alguns astròlegs han especulat sobre l'existència de planetes que encara no han estat descoberts. L'any 1918 l'astrólogo Walter Gorn Old (també conegut com a Sepharial), va proposar l'existència de la "Lluna Fosca" de la Terra anomenada Lilith, i des d'aquest llavors, alguns astròlegs l'han estat utilitzant en les seves prediccions; encara que el mateix nom també és usat ara més communmente en l'astrologia per referir-se a l'eix de l'òrbita de la Lluna. L'escola alemanya d'astrologia del segle 20 també coneguda com a astrologia d'urano, va al·legar que molts planetes existien més enllà de l'òrbita de Neptú, donant-los noms tals com: Cupido, Hades, Zeus, Kronos, Apolon, Admetos, Vulcanos i Posidó, i calculant les seves suposades òrbites. No obstant això, aquestes òrbites no han coincidit amb els recents descobriments d'astrònoms sobre objectes més enllà de Neptú.
Altres astròlegs s'han enfocat en la teoria que aviat, els dotze signes del zodíac tindran el seu propi governant, així que hi ha dos planetes més que no s'han descobert: els governants "veritables" de Taure i Virgo. Alguns consideren als noms d'aquests planetes Vulcan (governant de Virgo) i Apol·lo, el Déu Romà del Sol (governant de Taure). Una altra versió d'aquesta teoria estableix que els planetes moderns descoberts fins al moment corresponen als elements coneguts pels antics: L'aire (Urà, déu dels cels), l'aigua (Neptú, déu del mar), i el foc (Plutó, déu de l'inframón), la qual cosa deixa els elements terra i èter.